# Huétor Tájar
Huétor Tájar es una localidad y municipio español situado en la parte central de la comarca de Loja, en la provincia de Granada, comunidad autónoma de Andalucía. Limita con los municipios de Moraleda de Zafayona, Salar, Loja y Villanueva Mesía. Cuenta con una población de 10 653 habitantes (INE 2024). Por su término discurren los ríos Genil y Cacín.
El municipio hueteño es una de las dieciséis entidades que componen el Poniente Granadino, y comprende los núcleos de población de Huétor Tájar —capital municipal—, Venta Nueva, Estación de Huétor Tájar, La Esperanza, Las Torres y Calardos.
Se asienta en la fértil vega creada por el Genil, que proporciona al municipio una importante riqueza agrícola, destacando el cultivo de espárragos con denominación de origen. Sobre esta base agrícola se asienta una importante industria agroalimentaria en torno a la conserva del espárrago y otros productos como la alcachofa.
El espárrago ha ocupado también un lugar de privilegio en la cocina local, destacando los platos que tienen como base el espárrago y otros productos derivados como la mermelada o el licor de dicho producto.
Huétor Tájar como municipio nace tras la unión de las alquerías de Huétor y Tájara, tras la destrucción de esta última en 1483, si bien se ha constatado un poblamiento prácticamente ininterrumpido desde época protohistórica. Tras la conquista, la familia de los Luna creó un señorío jurisdiccional que pasó a los Portocarrero en el siglo XVII y que llegó hasta prácticamente la Edad Contemporánea.
Hasta la actualidad han llegado restos de esta fase histórica. Entre ellos hay que destacar el Torreón de Huétor, enclavado en pleno centro a escasos metros de la iglesia parroquial que conserva su torre mudéjar. No hay que olvidar los restos de la antigua Fortaleza de Tájara, situada en el caserío de Las Torres.
Actualmente las obras y remodelaciones acometidas en las Normas Subsidiarias (NNSS) y en el Plan General de Ordenación Urbana (PGOU) han hecho que cambie la fisonomía urbana del núcleo. Destaca la creación del Centro Comercial Abierto y la ronda de circunvalación, que preparan al municipio para el desarrollo del sector terciario de su economía.

## Toponimia
El nombre de Huétor Tájar proviene de la fusión de los vocablos Huétor y Tájara, topónimos correspondientes a la época de dominación musulmana que designaban dos núcleos de población distintos. Huétor es el nombre originario del actual núcleo urbano de la villa y proviene de los topónimos Hector o Vector, que según la Crónica del Halconero fue destruida en la campaña de Álvaro de Luna en 1431.
Tájara, en cambio, estaba situada en la ribera del Genil, defendida por una fortaleza y con un importante arrabal. Durante la dominación árabe llegó a ser una importante fortaleza que dominaba las cuencas del río Genil y Cacín, en la confluencia de los mismos, y que defendía los caminos que se dirigían de Loja a Granada y de Alhama a Montefrío.
En tiempos de la reconquista ya existía el topónimo Huétor, mientras que Tájar es una evolución fonética y ortográfica de los topónimos Tahara o Tájara pasando por los intermedios Taxara o Taxar. Es difícil precisar el momento en que se unieron ambos vocablos.

## Símbolos
Tanto el escudo heráldico como la bandera municipal fueron aprobados por el Decreto 17/2002, de 22 de enero, por el que se autoriza al Ayuntamiento de Huétor Tájar la adopción de los mencionados símbolos.

### Escudo
Los criterios o principios generales para la elección de un escudo municipal se basan en los aspectos históricos y monumentales, cuyo carácter más o menos relevante sea susceptible de ser esquematizado o representado simbólicamente a través del amplio repertorio de piezas y figuras heráldicas.
En el caso de Huétor Tájar, se acudió a su origen en el señorío de don Álvaro de Luna, que pasó a principios del siglo XVII a manos de los Portocarrero, condes de Montijo. Parece, por tanto muy conveniente utilizar para la adopción del nuevo escudo municipal una combinación de las armas de ambos linajes: Luna y Portocarrero.
Los Luna castellanos, descendientes del famoso condestable, usaron como armas: en campo de gules, un creciente ranversado de plata, la punta de lo mismo. El escudo de los Portocarrero se configura de la siguiente forma: escudo jaquelado de quince piezas, ocho de oro y siete de azur.
Teniendo en cuenta estos dos elementos, la descripción heráldica del escudo del municipio es la siguiente: 

En campo de gules, un creciente ranversado de plata, la punta de lo mismo. Bordura componada de dieciséis piezas, ocho de oro y ocho de azur. Escudo timbrado con una corona real de oro.

### Bandera municipal
La creación de una bandera admite innumerables opciones, pues las normas de la vexilología son mucho más flexibles que las de la heráldica. La bandera municipal adopta la siguiente forma y color: Paño rectangular, de proporción 2:3, de color rojo, cruzado por una franja ajedrezada, de piezas azules y amarillas; lleva sobrepuesto en el centro el escudo de armas timbrado de la villa de Huétor Tájar.

## Historia

### Prehistoria
En Huétor Tájar no se han encontrado restos arqueológicos prehistóricos. Sin embargo los abundantes hallazgos en municipios limítrofes como Villanueva (Yacimiento del Cortijo de Villasol), Montefrío (Peñas de los Gitanos), Loja (Las terrazas del Genil en Loja) y otros, permiten suponer que en Huétor también pudo existir un poblamiento humano ya desde tiempos prehistóricos.

### Edad Antigua

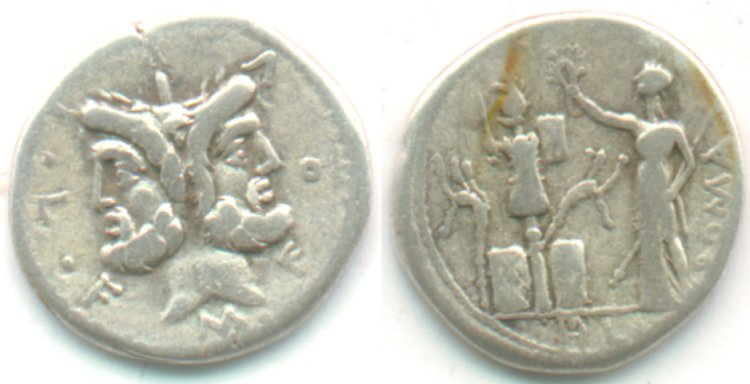
Denario de plata encontrado en Huétor Tájar.

La Edad Antigua en el municipio está mejor documentada gracias a los yacimientos estudiados del Cerro de los Castellones, La Vega de Don Antonio (en el límite con Loja) y Los Villares, que atestiguan la presencia ininterrumpida íbera, fenicia y romana. Los restos arqueológicos romanos son muy abundantes, especialmente las monedas, lo que ha llevado a algunos autores a situar en Huétor Tájar el municipio romano de Vesci Faventia, si bien no hay consenso entre los investigadores sobre la localización de este municipio. En cualquier caso, la falta de prospecciones y excavaciones sistemáticas impiden dibujar un panorama mucho más nítido de lo que fue el poblamiento romano en esta importante zona agrícola y vía natural de comunicaciones.

### Edad Media

#### Período musulmán
En el yacimiento del cerro de la Verdeja se han producido hallazgos arqueológicos que documentan su población entre los siglos VI y IX. Este pudo ser uno de los primeros asentamientos árabes de la Península en época emiral. La actividad económica de este yacimiento fue ante todo ganadera y forestal, como indican la cerámica y utensilios encontrados y la disposición de las casas del poblado.
Aunque la alquería de Huétor (qaryat Wat) mencionada por Ibn al-Jatib fue identificada con Huétor, según estudios más recientes se corresponde con Huétor de Santillán. Por ello parece no haber constancia escrita de la existencia de Huétor hasta el siglo XV, con la expedición llevada a cabo por el condestable Álvaro de Luna en la Vega de Granada, en cuyas crónicas se cita como una de las alquerías atacadas, con el nombre de Héctor o Vector. Tampoco es fácil un análisis arqueológico, pues el núcleo actual se ha transformado y ha crecido enormemente.
Por su parte, Tájara aparece bien documentada en los textos del sigo XI de al-Udri, aunque es bastante probable que ya existiera en época califal. Al-Udri, en el capítulo dedicado a la descripción de la cora de Elvira de su obra Tarsi al-ajbar, cita al iqlim (clima) de al-Taŷarat.
El Dr. Jiménez Puertas propone identificar Taŷatat al-Laŷam (Tájara del Llano) con la alquería de Tájara, Taŷatat al-Wadi (Tájara del Río) con la alquería de Huétor y por último Taŷatat al-Yabal (Tájara del Monte) con la alquería de Tajarilla, situada en una zona alomada al norte de la Vega de Huétor. En el Caserío de Las Torres, se ha encontrado cerámica datada entre los siglos XII y XV, además de algunos restos de muros de mampostería en la cara norte del caserío, que posiblemente son de época nazarí.
En una investigación reciente, el Dr. Carvajal estudia las estructuras de regadío existente en Tájara e indica que su cronología puede ser anterior al siglo X y pudiera estar asociada al abandono de la alquería de la Verdeja. Esta hipótesis toma cuerpo atendiendo al probable origen bereber del topónimo Taŷatat y por tanto ligado a los primeros ocupadores de la península.

#### Conquista cristiana

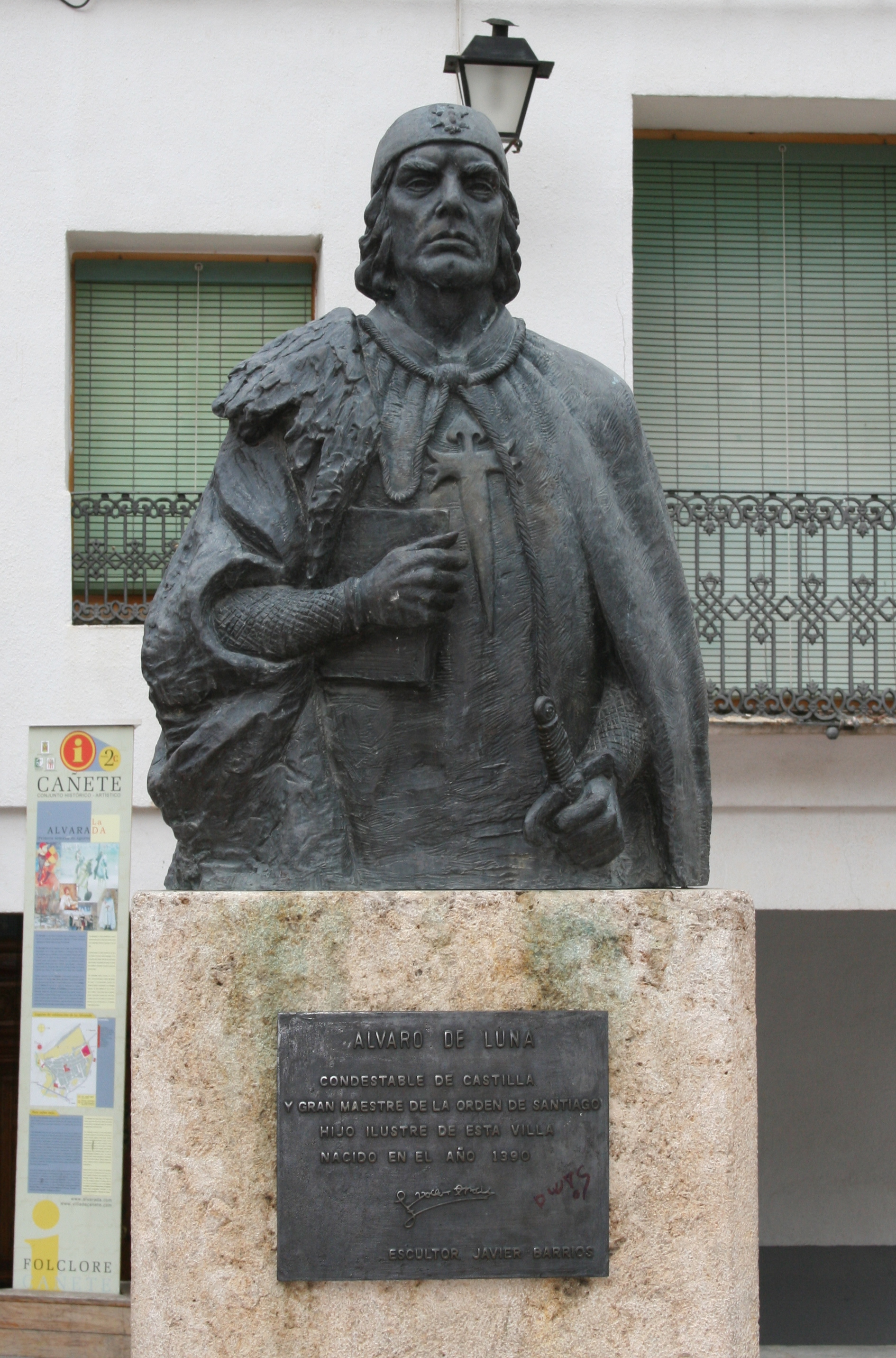
Estatua de don Álvaro de Luna en Cañete (Cuenca), que destruyó las alquerías de Huétor y Tájara en 1431

Durante la guerra de Granada la fortaleza de Tájara se convirtió en una plaza clave para la toma de Loja, puerta de acceso a la vega granadina. En 1431 tanto Huétor como Tájara sufrieron y rechazaron en varias ocasiones los embates de las incursiones cristianas comandadas por el condestable de Castilla don Álvaro de Luna. En 1482 se produjo la toma cristiana de Alhama, que se encontraba en medio de territorio enemigo y que era necesario abastecer. A la vuelta de una importante expedición el propio rey Fernando el Católico destruyó la fortaleza de Tájara.
Finalmente, el 14 de junio de 1483 la fortaleza de Tájara quedó totalmente destruida sin que volviese a edificarse su recinto, a excepción de algunas casas de labor. En esta acción se distinguieron notablemente Gonzalo Fernández de Córdoba (que luego sería "el Gran Capitán"), Álvaro de Luna y Ayala (nieto del Condestable de Castilla) y el cordobés Diego de Cárcamo, primo del Gran Capitán. En 1486 tras la capitulación de Loja, los cristianos tomaron posesión del pueblo. Tan sólo transcurridos seis días después de la conquista, los Reyes Católicos nombraron repartidores para la repoblación de los territorios anexionados.

#### Repartimiento y repoblación
La fortaleza de Tájara así como la ciudad de Loja fueron tomadas al asalto por tropas cristianas. 
La consecuencia inmediata de la conquista fue la repoblación y el repartimiento de tierras. El territorio conquistado pasó a manos del monarca, que lo dividió en lotes de tierras y los repartió entre los nobles participantes en la guerra. Según Ignacio de la Concha, la repoblación tiene como objetivo no solamente una necesidad de cultivo de unas tierras que permanecían sin cultivar, sino, de repoblar unas comarcas abandonadas por sus antiguos pobladores y que era preciso que a ellas, aquéllos u otros volvieran. La urgencia de la repoblación hizo que los repobladores se encontraran con tierras en un buen estado, pudiendo ponerlas rápidamente en óptima producción.
El 22 de noviembre de 1487 tuvo lugar el deslinde del término de Loja con los municipios que la rodeaban. No fue hasta el 25 de febrero de 1489 cuando se produjo el repartimiento de Huétor Tájar entre 26 caballeros criados de los reyes y vecinos de Loja, a los que se les dio 63 fanegas de tierra a cada uno. En la zona de Huétor Tájar fueron muy importantes las concesiones o mercedes dadas a Álvaro de Luna y Ayala, llamado el de las grandes fuerzas, nieto del condestable de Juan II, quien fue nombrado alcaide de Loja y de la Torre de Huétor, además de recibir 400 fanegas de tierra en sus inmediaciones. Este y sus sucesores, ya propietarios de la torre y alquería de Huétor con sus tierras colindantes, realizaron contratos de capitulación y vecindad sobre la población mudéjar de dicho lugar, con los pechos y tributos que habían de pagar. Este contrato se convalidó con fecha de 14 de octubre de 1497.
Se conocen los nombres de los repobladores de Huétor Tájar, a los que se denomina caballeros criados de los reyes, aunque no se sabe a ciencia cierta su procedencia. Sin embargo, el profesor Laredo Quesada, informa que los repobladores de la tierra de Loja procedían de Jaén, Málaga, Granada, Toledo, Valencia, León, Salamanca y Vizcaya, entre otras localidades, con un mayor predominio de granadinos. Por ello es presumible que los repobladores de Huétor Tájar tuvieran un origen similar a los de la vecina tierra de Loja.

### Edad Moderna

#### El Señorío de Huétor Tájar

Blasón de la Casa de Fuentidueña, señores de Huétor Tájar

Blasón de la Casa de Portocarrero, señores de Huétor Tájar

El señorío de Huétor Tájar fue creado en tiempos del monarca Felipe II. A causa de los onerosos gastos de su política exterior, el monarca se vio obligado a vender señoríos con todo lo que ello conllevaba: rentas, pechos, alcabalas, etc. Estos señoríos jurisdiccionales eran hereditarios. Por ello, la infanta regente Juana de Austria, usando el poder dado por el Rey en Bruselas el 29 de abril de 1558 para ejecutar tal decisión, otorgó la carta de venta de Huétor Tájar firmada en Valladolid el 28 de junio de 1559, por la que hizo realidad el acuerdo de la hacienda real con Antonio de Luna y Valois, Señor de Fuentidueña, el 3 de septiembre de 1558. Por el acuerdo se vendieron por cinco mil ducados de oro:

la Jurisdición cevil é criminal alta e baja, mero mixto imperio del Lugar de Huetor Tajar que es vuestro propio en el Reyno de Granada, en la jurisdiccion de la Ciudad de Loja, con sus rentas de Camara é otras cosas que son anejas a la jurisdiccion entera é plenaria é privativamente por vós é por vuestro Alcalde mayor é otras justicias que para ello pudiesedes poner en primera é segunda instancia en el dicho lugar é sus términos é dezmerías, el cual avía de ser é amojonarse.
Victoriano Guarnido Olmedo, El repartimiento de Huétor Tájar y su evolución posterior

De esta forma se configuró el señorío jurisdiccional de la villa de Huétor Tájar, que fue ejercido por Antonio de Luna y Enríquez de Almansa (I conde de Fuentidueña), y cuyo mayorazgo, pasó a los descendientes de Cristóbal Portocarrero Osorio y Luna, III conde de Montijo, por su matrimonio con Ana de Luna Enríquez, II condesa de Fuentidueña, hija y heredera del primero.
La historia local corrió pareja a la del Señorío hasta su desaparición. Durante las centurias XVI a la XVIII, las crónicas no registran sucesos de importancia relacionados con el ámbito nacional, tal vez porque los señores de Huétor, que pertenecían a una de las casas nobiliarias más poderosas de España, guardaron respeto a la Corona y se adaptaron a las distintas situaciones políticas.
Los condes de Montijo y Fuentidueña fueron señores jurisdiccionales de Huétor hasta que los señoríos fueron abolidos el 6 de agosto de 1811 por las Cortes de Cádiz. Posteriormente fueron restablecidos temporalmente por Fernando VII, pero las leyes del 3 de mayo de 1823 y las de 23 y 26 de agosto de 1837 suprimieron para siempre la decrépita institución señorial. Sin embargo los señores de Montijo, a pesar de perder algunas de sus prebendas jurisdiccionales, siguieron manteniendo cierto control sobre la villa debido al control de impuestos como la alcabala, que eran cobrados por sus administradores, que no reparaban en esfuerzos para ejercer un poder coercitivo sobre los distintos organismos de poder del pueblo. Por ello se puede hablar de una continuación de facto del señorío.

### Edad Contemporánea

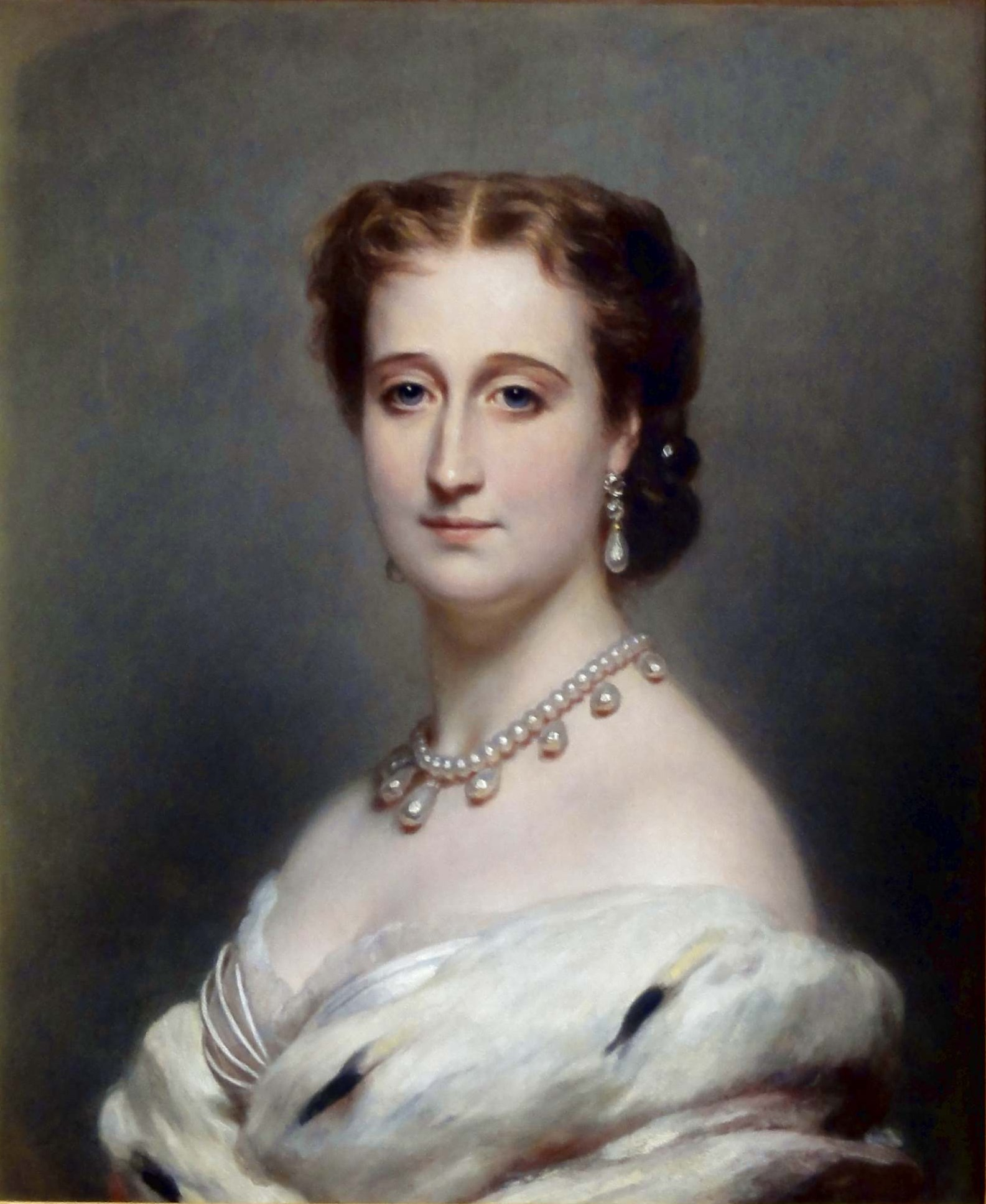
Eugenia de Montijo, señora de Huétor Tájar y emperatriz de Francia. Da nombre al Caz Emperatriz Eugenia y a la comunidad de regantes homónima

A partir del último tercio del siglo XVIII y durante el XIX, se produjeron luchas constantes entre los habitantes de la villa y los mayordomos o administradores del Señorío. El motivo de fondo de estas luchas fue que, desde la fundación del mayorazgo, se adoptó por otorgar las tierras a los pobladores a censo enfitéutico perpetuo, por lo que estaban grabadas por unos censos, además de un gran número de obligaciones con el señor, que iban pasando de generación en generación. Este sistema se llegó a extender en tal medida que prácticamente cualquier propiedad urbana o rústica de la villa estaba grabada por este mecanismo. Numerosos litigios se sucedieron contra estos censos, pero no prosperaron. Incluso una vez suprimido el señorío, perduraron estos gravámenes ya que se consideró al censo como institución civil y no señorial.
En este contexto de crispación jornalera, Huétor Tájar se unió a la revuelta conocida como revolución del pan y el queso (1861) encabezada por el lojeño Rafael Pérez del Álamo y que fue capaz de levantar a 10 000 jornaleros desde Loja y una vez que la revuelta se extendió por Archidona, Íllora y Alhama de Granada.
El 20 de junio de 1925 Hernando Fitz-James Stuart y Falcó, duque de Peñaranda y conde de Montijo, vendió todas las fincas y censos con cuantos hechos y acciones le correspondían, que había heredado de su tía Eugenia de Montijo. Las querellas se renovaron con los nuevos dueños (Fernando Escobar Manzano y Guillermo García Valdecasas y Páez) y el 22 de junio de año 1934 se presentó una instancia en la que se solicitaba que el censo fuera declarado institución señorial y, por lo tanto, ilegal.
La resolución del caso no llegó hasta el 21 de agosto de 1940 cuando el Ministerio de Agricultura mandó al Ayuntamiento del pueblo la copia del fallo que se dictó antes de la Guerra Civil, pero que debido a ésta no había sido publicado en la antigua Gazeta de Madrid.

## Geografía

### Localización
Situado en plena ribera baja del río Genil, el pueblo de Huétor Tájar se localiza en un extenso llano con una de las tierras más fértiles de Andalucía Oriental, así reconocido desde tiempos inmemoriales. La encalada figura de sus casas se vislumbra entre el verdor de sus ricas huertas.
Limita por el norte y este con el término de Loja, por el sur con el de Salar, y por el oeste con el de Moraleda de Zafayona y Villanueva Mesía. Su término municipal es atravesado longitudinalmente de este a oeste por el río Genil, de norte a sur por los arroyos de Vilanos, Guantero del Pino, Algararejo y Amarguillo, el río Cacín y varios barrancos y torrenteras.

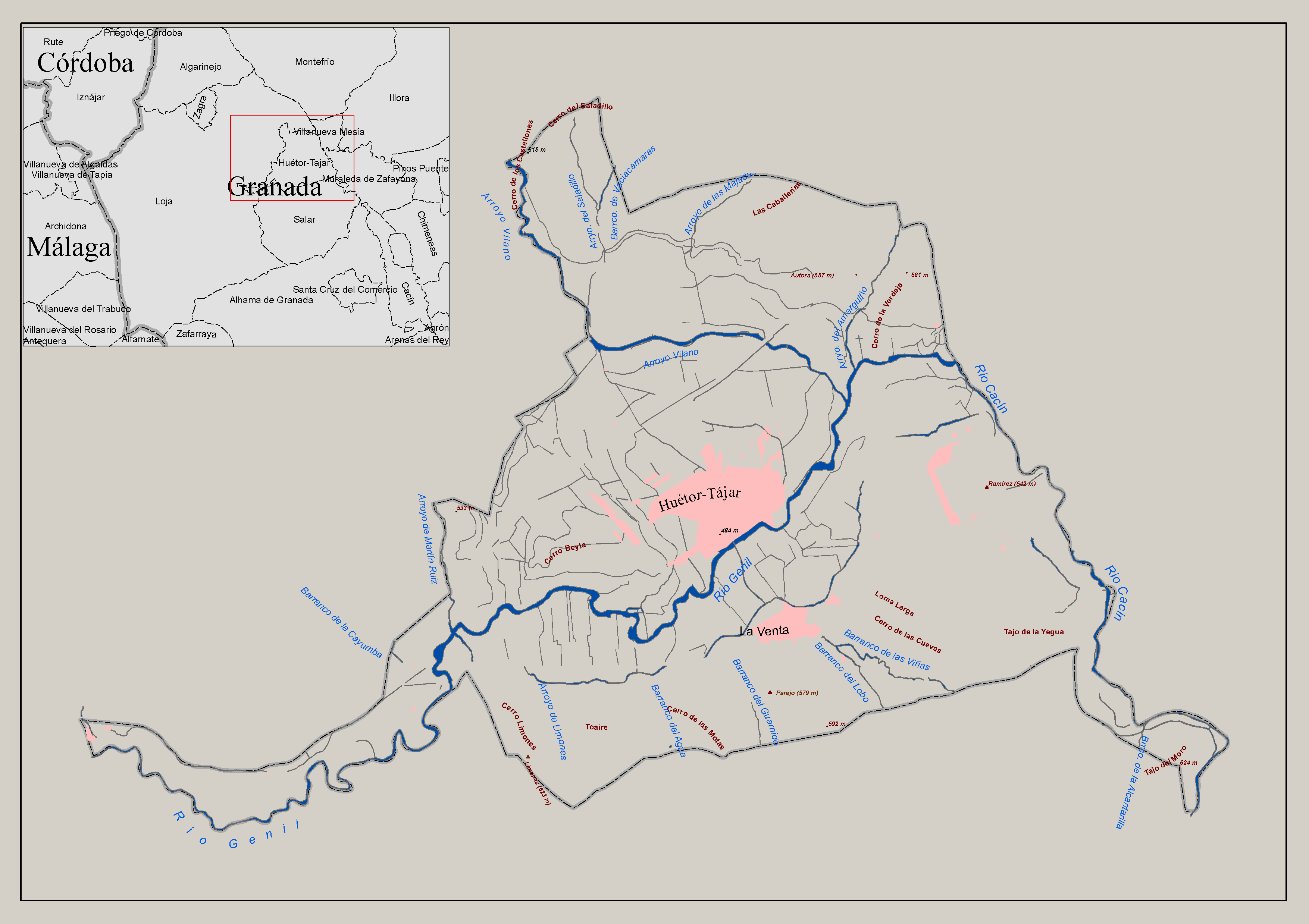
Hidrografía y Relieve de Huétor Tájar

| Noroeste: Loja | Norte: Loja y Villanueva Mesía | Noreste: Villanueva Mesía                                |
| Oeste: Loja    |                                | Este: Moraleda de Zafayona, Villanueva Mesía y Río Cacín |
| Suroeste Loja  | Sur: Salar y Loja              | Sureste: Salar, Moraleda de Zafayona y Río Cacín         |

### Relieve
El término municipal de Huétor Tájar se enmarca dentro de la de Depresión de Granada, formando junto con la depresión de Loja la parte occidental de la misma. Por otra parte, la depresión de Granada forma parte de las Depresiones Intrabéticas, limitando al noreste con la Hoya de Guadix y al sudoeste con la depresión de Antequera.
El origen de la depresión es alpino, correspondiendo a los movimientos de reajuste post-alpinos ocurridos en el Mioceno y Plioceno, y mediante un sistema de fallas que rodea a la depresión granadina, provocaron su hundimiento relativo con respecto a los Sistemas Béticos.
Huétor Tájar se encuentra en la zona de cierre de esta depresión, estrangulada al norte por la sierra del Hacho (1025 m s. n. m.) y al sur por la gran mole calcárea de la Sierra Gorda de Loja (1571 m s. n. m.), poniéndose en contacto los dos grandes sistemas montañosos del subbético y del penibético. Entre ambas se abre un gran cañón excavado por el río Genil, denominado Los Infiernos de Loja; siendo este pasillo excavado por el río el paso natural hacia la vecina Depresión de Antequera.
Por lo tanto el término municipal de Huétor Tájar se puede dividir en 2 grandes unidades orográficas:
- Llanura aluvial: la zona central, es en su mayoría una zona de relleno con materiales sedimentarios del Cuaternario de carácter aluvial.
- Piedemonte: consecuencia de las distintas etapas erosivas de la red fluvial, rodea la zona anterior y está compuesta por materiales más antiguos y una morfología más quebrada. Ejemplos significativos son el cerro Beyla (523 m s. n. m.), la sierra de la Verdeja (587 m s. n. m.), Los Castellones (615 m s. n. m.), etc.

### Edafología
Los suelos agrícolas en las zonas de vega en Huétor Tájar presentan texturas franco-arcillosa y franco-arcillosa-arenosa, y en menor medida francoarenosa y franco-limosa, en cualquier caso una estructura ligera que favorece el cultivo en regadío y la aireación de los suelos, fundamental para el cultivo del espárrago. Además los bajos contenidos en fósforo, así como los altos contenidos en magnesio favorecen una fuerte pigmentación del espárrago, dándole sus tonalidades características de verde intenso en el tallo y verde-morado en la cabeza. Por último, los contenidos en potasio son bastante importantes e influyen favorablemente sobre la calidad del cultivo además de retrasar el espigado.

### Clima

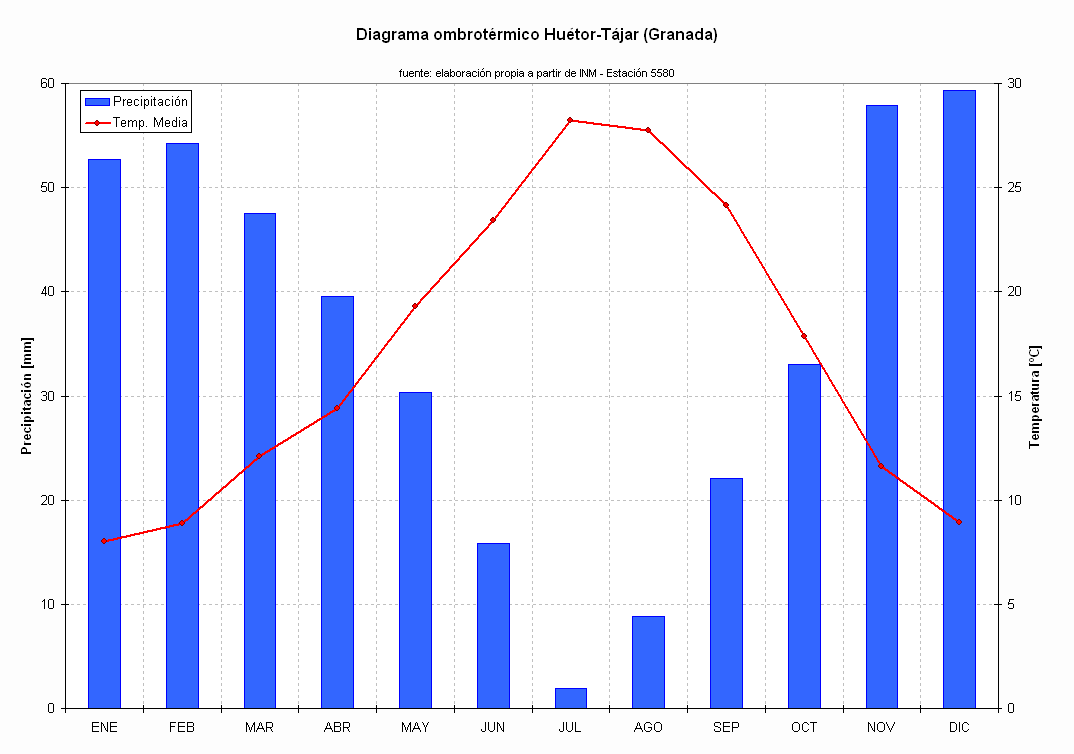
Diagrama Ombrotérmico de Huétor Tájar. Fuente: Elaboración propia a partir de datos del INM.

El clima de Huétor Tájar es de tipo mediterráneo templado, de carácter continental, caracterizado por inviernos no demasiado crudos y lluviosos y veranos relativamente largos y secos.
El régimen de temperaturas está caracterizado por la continentalidad. La temperatura media anual es de 17,05 °C. El mes con las temperaturas máximas corresponde a julio (37,7 °C), mientras que el más gélido es diciembre (-4,1 °C). Julio y diciembre son los primeros meses del verano y del invierno, lo cual nos da idea del carácter continental del clima, de la misma forma que la amplitud térmica (20,2 °C). Las heladas son posibles desde noviembre hasta finales de abril, constituyendo un fenómeno bastante normal en el valle.
El régimen de precipitaciones, es de notable carácter mediterráneo, aunque no obstante, acusa una influencia atlántica muy notable. Las precipitaciones medias se encuentran en torno a los 420 mm anuales, presentando una fuerte irregularidad interanual. Se caracterizan por tener su máximo en otoño y primavera y por fuerte estiaje en el período estival. Por otra parte, es importante señalar que las lluvias de origen torrencial suponen en torno a un 20 % del total anual.
Existe un periodo lluvioso con excedentes de agua y llenado de reserva de noviembre a abril, un periodo de abril a junio, que aunque con lluvias, al ser la evapotranspiración potencial hasta casi el 50 % de la precipitación anual, se caracteriza por la utilización de las reservas de agua del suelo y un periodo de julio a octubre de estricto déficit de agua. Los vientos dominantes son del oeste y del sur. Los vientos del oeste son húmedos atlánticos y predominantes en primavera. Los vientos del sur, por el contrario, son de carácter seco y templado y dominan de verano a otoño. No obstante, la influencia atlántica que reciba esta zona provoca que su índice de evapotranspiración más bajo que otras áreas de la provincia de Granada.

### Hidrografía

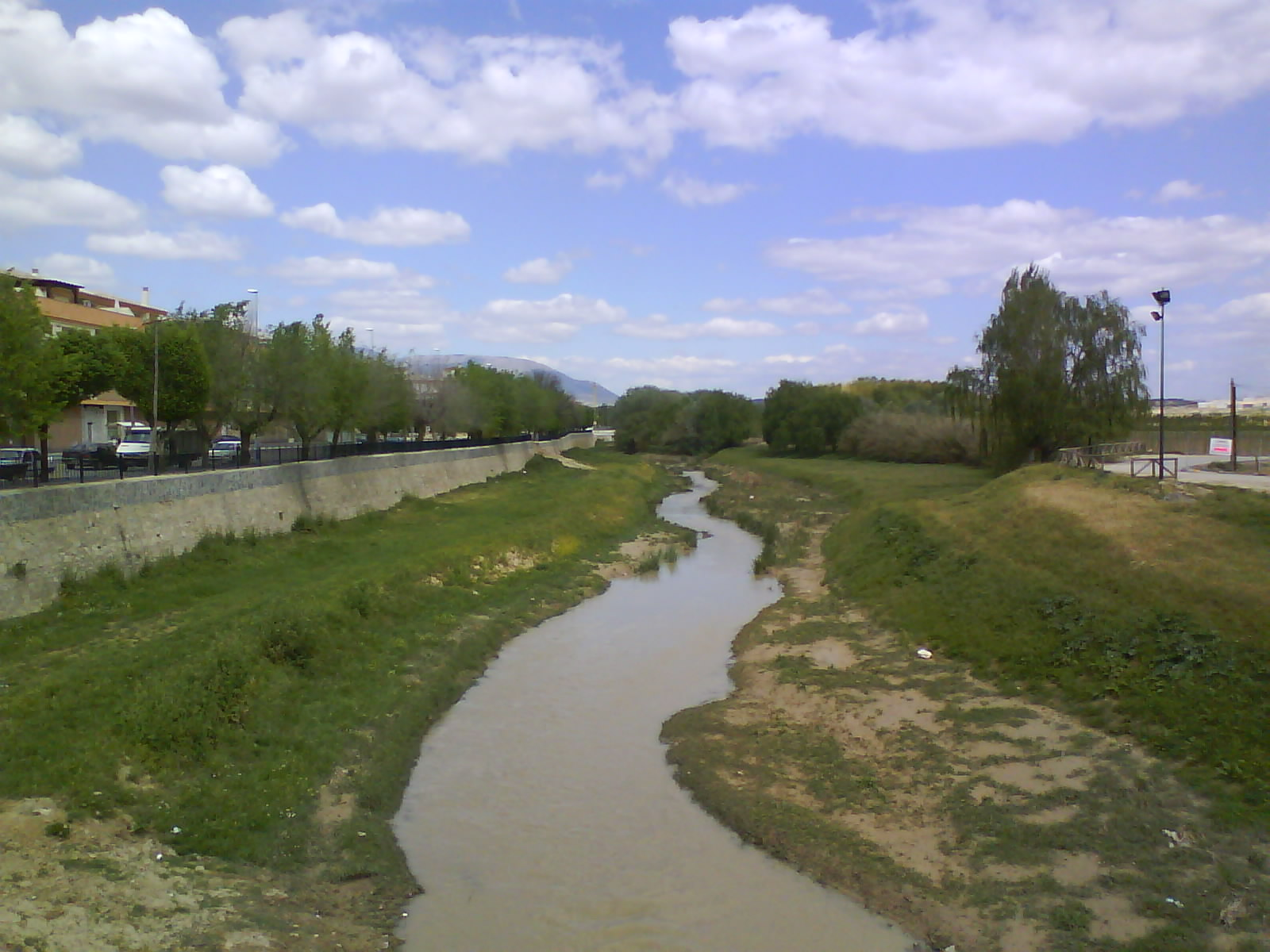
Río Genil en Huétor Tájar

El término municipal de Huétor Tájar está atravesado longitudinalmente por el río Genil, que es el causante del modelado de la fosa tectónica de Granada y la configuración del valle del Genil. A este aportan aguas principalmente el río Cacín y el arroyo Vilanos.
El régimen fluvial es típico mediterráneo, con un estío en verano y fuertes crecidas en invierno, que pueden incluso llegar a ser catastróficas. El estío de verano no es tan pronunciado debido al aporte de aguas que durante todo el período de primavera y principios de verano realiza el deshielo de Sierra Nevada.
El agua que aporta el río y sus afluentes es fundamental para alimentar los importantes cultivos en regadío que existen en el municipio, llegando a suponer prácticamente un 80 % de su tamaño.

## Demografía
Huétor Tájar cuenta con una población de 10 653 habitantes (INE 2024).
| Gráfica de evolución demográfica de Huétor Tájar entre 1842 y 2021                                                  |
| |
| Población de derecho según los censos de población del INE Población de hecho según los censos de población del INE |

La población se concentra en el núcleo de Huétor Tájar y Venta Nueva, situada a un kilómetro del núcleo principal. Ambas concentran el 98,7 % de la población. El resto se encuentra diseminado en cortijadas, caseríos y otras formas de hábitat rural. Por su mayor importancia, se pueden mencionar: Las Torres, La Estación, El Cárcamo, Calardos, Tejas Verdes y La Esperanza.

### Evolución histórica de la población

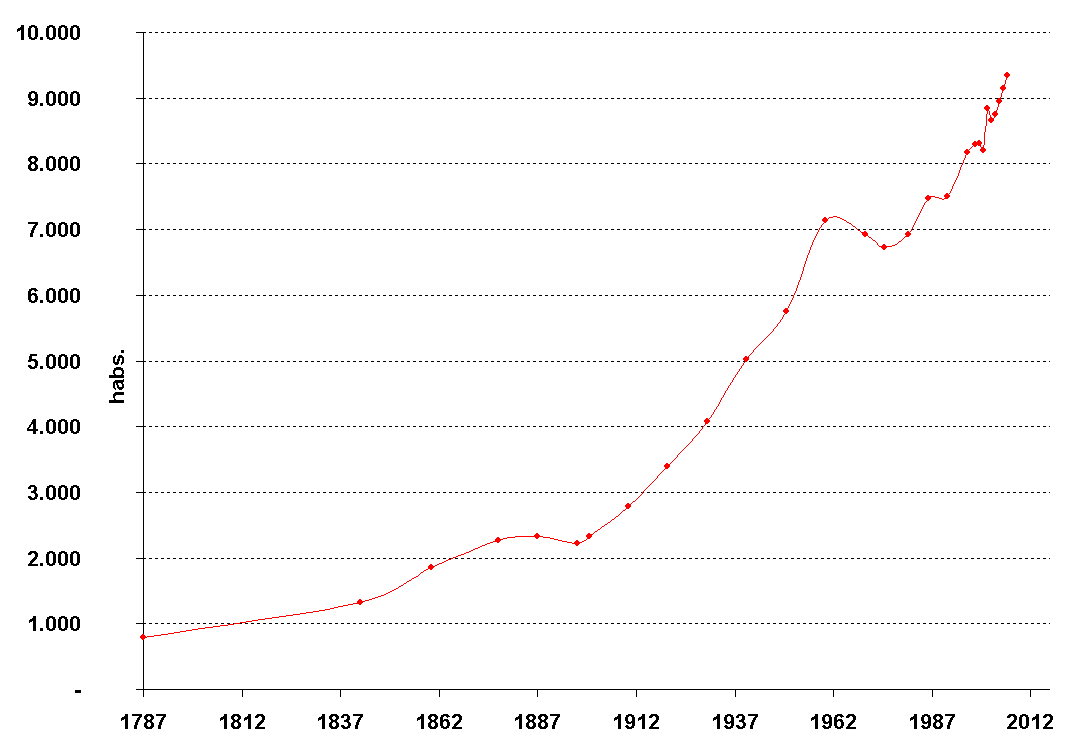
Evolución de la población en Huétor Tájar.
Fuente: IEA.

Es patente el poblamiento en tierras de Huétor Tájar desde tiempos prácticamente prehistóricos y generalizado desde el neolítico, gracias al desarrollo de la agricultura en su fértil valle inundable. Esta población se mantiene sin solución de continuidad a lo largo de la Edad Antigua. Ya en época musulmana existen constatados dos asentamientos humanos en Huétor Tájar: las alquerías de Huétor y Tájara. En el caso de la segunda, de gran importancia ya que era protegida por una gran fortaleza y era muy populosa.
Los primeros datos más fiables los tenemos en el período de repoblación tras la conquista del Reino de Granada por Castilla. En 1512 la población era de 80 vecinos, según consta en las Actas capitulares de Loja. Mientras que, según los Libros de Apeo de 1571, el señorío estaría formado por 69 casas. En términos de habitantes, en este período del siglo XVI, la población del señorío de Huétor Tájar estaría entre 300 y 400 habitantes.
Hasta el Vecindario de la Ensenada en 1787, no volvemos a tener datos oficiales, 785 habitantes. En este período del s. XVI al XIX está caracterizado por el régimen demográfico antiguo, marcado por una alta natalidad y mortalidad y un crecimiento vegetativo prácticamente nulo.
A partir de este siglo entramos en el régimen de transición demográfica marcado por descenso de la mortalidad gracias a las mejoras sanitarias y en la nutrición. El crecimiento vegetativo aumentó durante este período y sólo la epidemia del cólera de 1885 provocó un descenso en la población. Otro descenso en la población lo provocó la emigración en los años 60-70, que minó la población en el municipio sensiblemente. A partir de los años 80 el crecimiento ha ido siempre en aumento, al crecimiento vegetativo hay que sumar el importante aporte de población inmigrante.

### Movimientos naturales de población

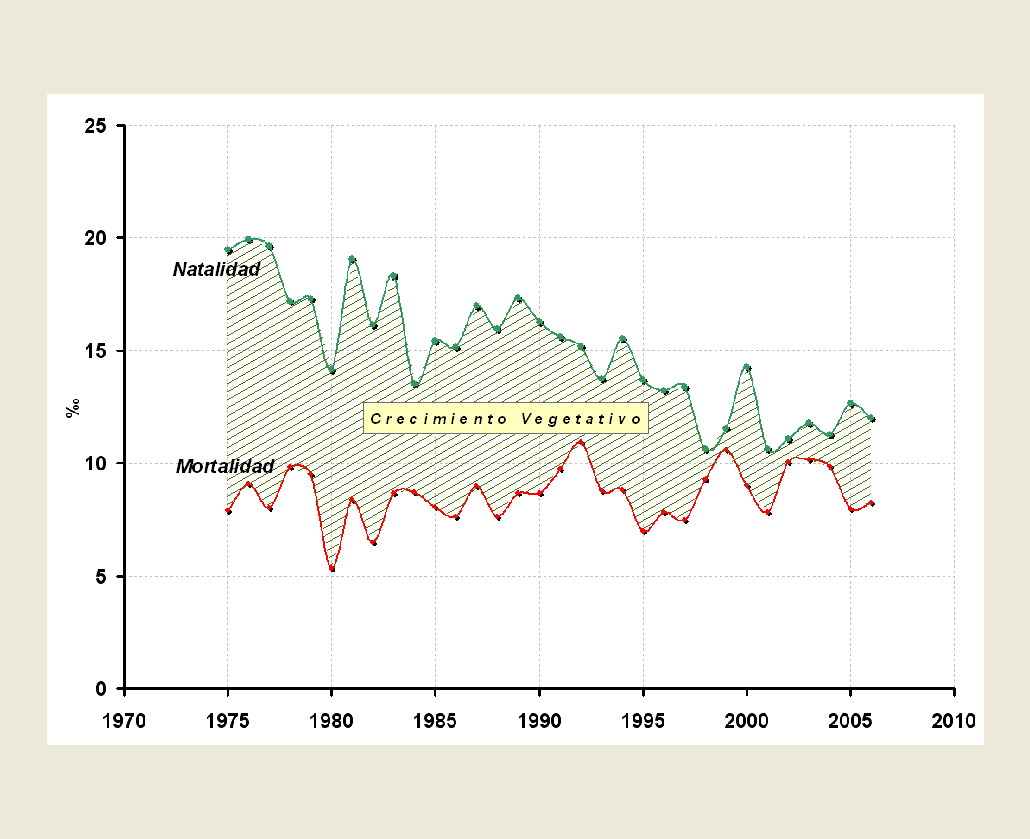
Evolución del crecimiento natural o vegetativo en Huétor Tájar.
Fuente: IEA.

Atendiendo a la evolución de la natalidad y mortalidad en los últimos años, y por tanto del crecimiento vegetativo, se observa que claramente Huétor Tájar ha llegado a un régimen demográfico moderno, típico de las zonas desarrolladas. Se observan fluctuaciones en la evolución de la mortalidad, pero la tendencia es hacia la estabilidad. Por el contrario la evolución de la natalidad, a pesar de que existen fluctuaciones interanuales, tiene una ligera tendencia hacia el descenso. La consecuencia directa de este régimen de población es el descenso del crecimiento vegetativo de la población hasta llegar a niveles próximos al crecimiento cero o incluso negativo.
Sin embargo como hemos visto en la evolución de la población, en esta última década, no ha parado de aumentar. Hay que buscar las causas de este aumento de población en el aporte de población que supone la inmigración.

### Movimientos migratorios
Huétor Tájar es uno de los municipios de la comarca que mayores índices de presencia inmigrante presenta en la zona, con 619 extranjeros empadronados en el municipio, lo que supone un 6,63 % de la población total.
La composición por países y regiones es muy variada, destacando una amplia presencia de iberoamericanos (90,47 %), hecho que distingue al municipio del resto de la provincia. De ellos 351 son bolivianos y 174 ecuatorianos. En cuanto al sexo predominan los hombres (339) frente a las mujeres (221). La edad media de este colectivo oscila entre los 20 y los 39 años.
Aparte de la población censada en el municipio, hay que destacar el gran número de extranjeros que se desplaza a la localidad en la temporada de octubre a junio, durante las labores agrícolas, que llega hasta el millar.
Otro aspecto destacable es el amplio colectivo cochabambino (Bolivia) y guayaquileño (Ecuador), señal característica del efecto de llamada que juega un papel fundamental en la integración de este colectivo. Destacar la presencia de numerosos comercios regentados por esta población aglutinados en torno a este colectivo (esencialmente locutorios).
Huétor Tájar cuenta con uno de los pocos Servicios Específicos de Atención al Inmigrante, que tiene como objetivo la integración sociolaboral de los inmigrantes (información, asesoramiento, orientación laboral, derechos educativos y sanitarios, viviendas, etc).
El Servicio de Atención al Inmigrante describe de esta forma el ambiente favorable a la llegada de población foránea al municipio:

Huétor Tájar se caracteriza por ser un municipio dedicado principalmente al uso agrícola del suelo, combinando por ello la explotación típica de productos mediterráneos en secano (olivo y cereales), con cultivos de regadío, especialmente los de la huerta, constituyendo la actividad agraria la principal actividad económica. También dispone de una actividad industrial que se limita a las almazaras, construcción, confección de tejidos y fundamentalmente la industria agroalimentaria ligada a la transformación de productos agropecuarios, especialmente el comercio del espárrago.
Es por todo ello, que el trabajador de origen extranjero encuentra trabajo principalmente en el sector agrícola, recogida y envasado del espárrago, seguido de la confección de tejidos, servicio doméstico y construcción.
Hay que destacar, que en la temporada alta de la campaña agrícola, tanto de la aceituna (noviembre-marzo) como del espárrago (abril a junio) se duplica el número de personas extranjeras que residen en el municipio.
Servicio de Atención al Inmigrante de Huétor Tájar, tomado de Inmigración en la provincia de Granada

Por otra parte este mismo organismo destaca una serie de ventajas y desventajas producidas por el fenómeno de la inmigración en el municipio. Entre las ventajas se encuentra:

- Enriquecimiento cultural: el aprender a convivir entre culturas diferentes, enriquece al individuo haciéndolo más abierto y preparándolo para una sociedad nueva de mestizaje. La convivencia entre las nuevas generaciones (inmigrantes nacidos en el municipio / autóctonos) hará más fácil este enriquecimiento.
- Aumento de la natalidad: en el 2003 nacieron 72 niños, de los cuales 8 son de madres extranjeras.
- Mano de obra.

Servicio de Atención al Inmigrante de Huétor Tájar, tomado de Inmigración en la provincia de Granada

Entre los aspectos considerados negativos mencionan:

- Al comienzo la llegada de los inmigrantes al municipio se produjo en el Ayuntamiento un colapso para solicitar el empadronamiento. Actualmente está más organizado.
- No acuden a las citas del centro de salud, utilizan las urgencias como consultas, utilizando mal el servicio.
- No suelen utilizar métodos anticonceptivos, aunque sí la interrupción voluntaria del embarazo.

Servicio de Atención al Inmigrante de Huétor Tájar, tomado de Inmigración en la provincia de Granada

| Región/país   | Hombres | Mujeres | Total |           | Región/País | Hombres | Mujeres | Total |
| ------------- | ------- | ------- | ----- | --------- | ----------- | ------- | ------- | ----- |
| Bulgaria      | 5       | 1       | 6     | Marruecos | 11          | 5       | 16      |       |
| Francia       | 2       | 3       | 5     | África    | 12          | 8       | 20      |       |
| Italia        | 1       | 0       | 1     | Argentina | 7           | 9       | 16      |       |
| Reino Unido   | 4       | 3       | 7     | Bolivia   | 209         | 142     | 351     |       |
| Rumania       | 5       | 5       | 10    | Colombia  | 2           | 2       | 4       |       |
| Unión Europea | 9       | 7       | 16    | Ecuador   | 117         | 57      | 174     |       |
| Europa no UE  | 15      | 8       | 23    | América   | 339         | 221     | 560     |       |
|               |         |         |       | Total     | 375         | 244     | 619     |       |

### Estructura de la población

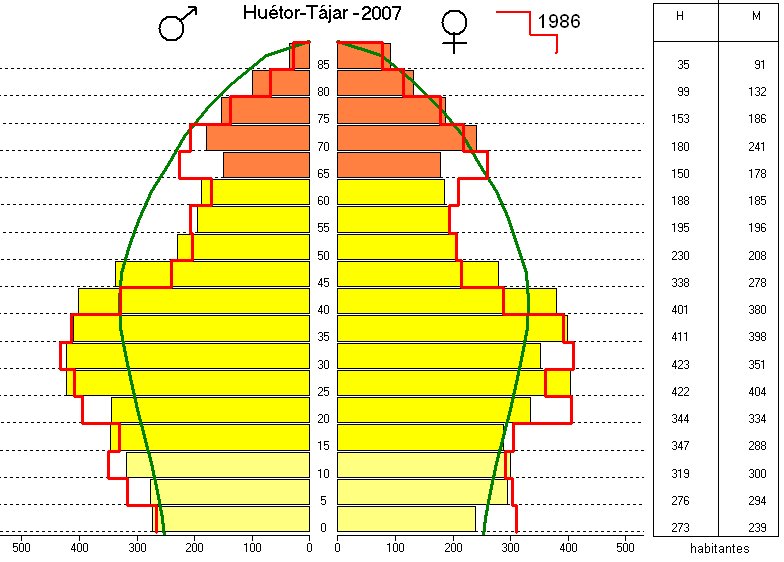
Pirámide de población de Huétor Tájar
Fuente:IEA.

La estructura de la población en Huétor Tájar se asemeja bastante al modelo de población envejecido típico en los países desarrollados occidentales. Esta pirámide se caracteriza por tener forma de "bulbo", es decir, una estrecha base (población joven), un amplio cuerpo (población adulta) que se reduce conforme aumenta la edad considerada.
Esta estructura de la población es típica en el régimen demográfico moderno y en una evolución futura, los nacimientos irían en descenso, mientras que la población envejecida iría en aumento. En un contorno rojo podemos ver como sería una pirámide ideal de una población envejecida. Sin embargo vemos que existen dos peculiaridades en la estructura de población de Huétor Tájar:
Por una parte, existe una disminución del grupo de población entre los 50 y los 65 años. La explicación hay que buscarla en la emigración ocurrida en las décadas de los 60 y 70.
La segunda característica peculiar hay que verla en la importancia que tiene el grupo de población entre 20 y 40 años. El factor responsable de este hecho es la inmigración, normalmente de personas en edad activa, que han engrosado la mano de obra panciverde. En la actualidad este aporte de población exterior es fundamental para el rejuvenecimiento de la población, aparte de su importancia en el sector productivo.

## Ordenación del territorio y planificación urbana
Hasta el año 1998 no existía en Huétor Tájar ninguna figura de planeamiento que no fuera una simple delimitación de suelo urbano. Sin embargo la reciente presión sobre el recurso del suelo ha hecho que la planificación urbanística se convierta en una necesidad y en una obligación por parte de los poderes locales ante el desarrollo de las zonas urbanas.
El 24 de marzo de 1998 se publicaron en el B.O.P de Granada las Normas Subsidiarias de Planeamiento Urbanístico de Huétor Tájar, con lo que se producía un ordenamiento global dentro del municipio. Las acciones acometidas por estas NN.SS más destacables han sido: 
- La mejora y ampliación de numerosos caminos rurales.
- La creación de una ronda de circunvalación que disminuya sensiblemente el tráfico en el interior del municipio y ante todo elimine el tráfico de camiones
- La remodelación y acondicionamiento de la calle Ancha para dotarla de funciones eminentemente comerciales.
- La proyección de urbanización de La Raya con la dotación de zonas comerciales y un IES además de un nuevo recinto ferial.
- La proyección de un nuevo polígono industrial (La Catalana) de gran importancia.
- La remodelación y ampliación del parque de los patos.
- Numerosas obras de ampliación y acondicionamiento de Venta Nueva que ha producido un cambio drástico en la fisionomía de este núcleo urbano.

El 16 de enero de 2008 se ha aprobado el primer avance del nuevo Plan General de Ordenación Urbana de Huétor Tájar, que tendrá como misión seguir ordenando y planificando el desarrollo urbanístico y territorial del municipio. En la actualidad se está proyectado la construcción de un nuevo puente sobre el río Genil que va a agilizar los accesos y salidas del municipio.

## Infraestructuras y equipamientos

#### Transportes y comunicaciones
Huétor Tájar se encuentra en un importante eje que comunica la Vega de Granada con la Depresión Bética, pasando por la Depresión de Antequera y su derivación hacia Málaga. Esta situación privilegiada va a dotar a la villa del fácil acceso a una importante red de infraestructuras.
En cuanto a las infraestructuras viarias, Huétor Tájar se encuentra en el p.k.203 de la A-92, por lo que está comunicada con las 8 capitales provinciales. Con el ferrocarril ocurre lo mismo, ya que el municipio se encuentra en el trayecto de la línea de alta velocidad Antequera-Granada.
En cuanto a las instalaciones aeroportuarias y portuarias, Huétor Tájar se encuentra a tan sólo 29 km del aeropuerto de Granada y a 87 del puerto de Málaga.
El transporte público de pasajeros se reduce al autobús. Existen dos líneas principales: una de corto recorrido que une los pueblos de la comarca (Loja, Huétor Tájar, Villanueva Mesía, Salar y Moraleda) y por otra parte Huétor Tájar es parada en una serie de recorridos que parten de Granada.
Para el transporte dentro del casco urbano, Huétor Tájar, cuenta con un trenecito de feria que recorre sus calles los martes así como en las fiestas locales para llevar pasajeros de Venta Nueva y el resto del pueblo, se adquirió, en lugar de un autobús, por decisión del alcalde y su coste fue de 90 000 euros.

#### Equipamiento sanitario
El centro de salud de Huétor Tájar es el centro de una Unidad de Gestión Clínica de tiene una población de referencia de 17 537 habitantes, perteneciente a los municipios de Huétor Tájar, Moraleda de Zafayona, Salar y Villanueva Mesía.
Huétor Tájar pertenece al distrito sanitario del Poniente Granadino, con sede en Loja, donde actualmente está proyectándose un gran hospital que de servicio a la creciente demanda en esta región granadina.
Entre los servicios que presta, el centro de salud, a la población incluye: consulta médica, pediátrica y de enfermería, atención a urgencias en el centro y visitas a domicilio, educación maternal, planificación familiar, seguimiento de la salud infantil, atención a niños asmáticos, atención especial a la tercera edad y atención de personas con procesos crónicos. Además, dispone también de una unidad de cirugía menor.
Los profesionales integrados en esta unidad son once médicos de familia, dos pediatras, siete enfermeras y dos auxiliares de enfermería, a los que este año se han incorporado un fisioterapeuta, una matrona, una trabajadora social y tres auxiliares administrativos.
En el 2005, la unidad de gestión clínica del centro de salud de Huétor Tájar fue el primer centro de atención primaria en recibir el certificado de acreditación de calidad en el grado óptimo.

#### Equipamiento educativo

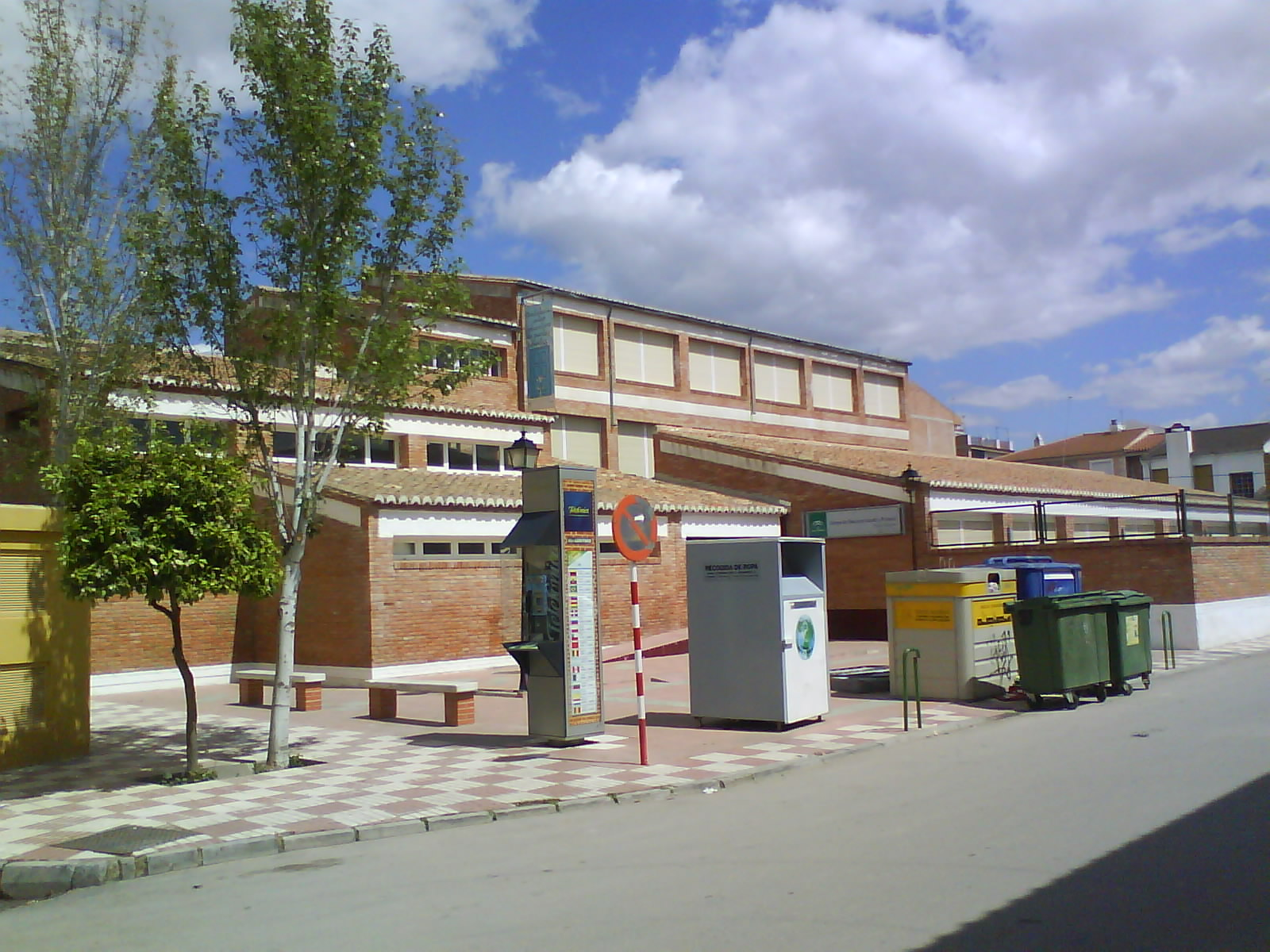
CEIP Padre Manjón

El equipamiento educativo de Huétor Tájar está compuesto por un Instituto, dos colegios de primaria en Huétor Tájar, otro en Venta Nueva. Además existe formación de adultos, una escuela hogar y una guardería privada. El municipio no contó con Instituto hasta el año 2001 en el que fue inaugurado tras una serie de años de lucha por conseguir este equipamiento para el municipio.
En enero de 2001 fue inaugurado por la Consejera de Educación con el nombre de Américo Castro, cuyos padres eran oriundos de Huétor Tájar. Con esta denominación del instituto, el pueblo rinde homenaje a su gran personalidad, a la originalidad de sus ideas, al atractivo punto de vista de España y los españoles, a la fecundidad de sus enseñanzas y su vinculación familiar con este pueblo.
En el curso 2006/2007, el instituto contaba con 781 alumnos, de los que 618 pertenecían a secundaria, 134 de bachillerato y 39 de formación profesional. En las incorporaciones en el año 2006 a 1.º de ESO tan sólo el 3 % correspondió a alumnos procedentes de centros de primaria ubicados fuera del municipio. Sin embargo en la incorporación de alumnos a 3.º de ESO el porcentaje de alumnos foráneos aumenta a un 24 % mayoritariamente de Salar y Villanueva Mesía.
| Código | Denominación                             | Nombre               | Dependencia | Domicilio                   | Enseñanzas   | Servicios |
| --- | ---------------------------------------- | -------------------- | ----------- | --------------------------- | ------------ | --------- |
| 18004690 | Centro Docente Privado                   | La Casita del Juego  | Privado     | Ronda Sur s/n               | INF          |           |
| 18005232 | Colegio de Educación Infantil y Primaria | Padre Manjón         | Público     | C/ Gral. Parrizas Ropero 14 | INF-PRI-EE   | AEX-AM    |
| 18009471 | Colegio de Educación Infantil y Primaria | San Isidro Labrador  | Público     | C/ Rosalía de Castro 1      | INF-PRI-EE   | COM       |
| 18005244 | Escuela Hogar                            | Cristo Rey - Pío XII | Privado     | C/ Pío XII 42               |              |           |
| 18700301 | Instituto de Educación Secundaria        | Américo Castro       | Público     | C/ Eras Bajas s/n           | SEC-BAC-CFGM |           |
| 18500024 | Sección de Educación Permanente          | Vegataxara           | Público     | C/ San Juan s/n             | ADUL         |           |
| 18601931 | Colegio Público Rural                    | Taxara               | Público     | Venta Nueva                 | INF-PRI      |           |
| INF=Educación Infantil PRI=Educación Primaria EE=Educación Especial SEC=Educación Secundaria BAC=Bachillerato CFGM=Formación Profesional AEX=Actividades extraescolares AM=Aula matinal COM=Comedor |                                          |                      |             |                             |              |           |

#### Equipamiento cultural

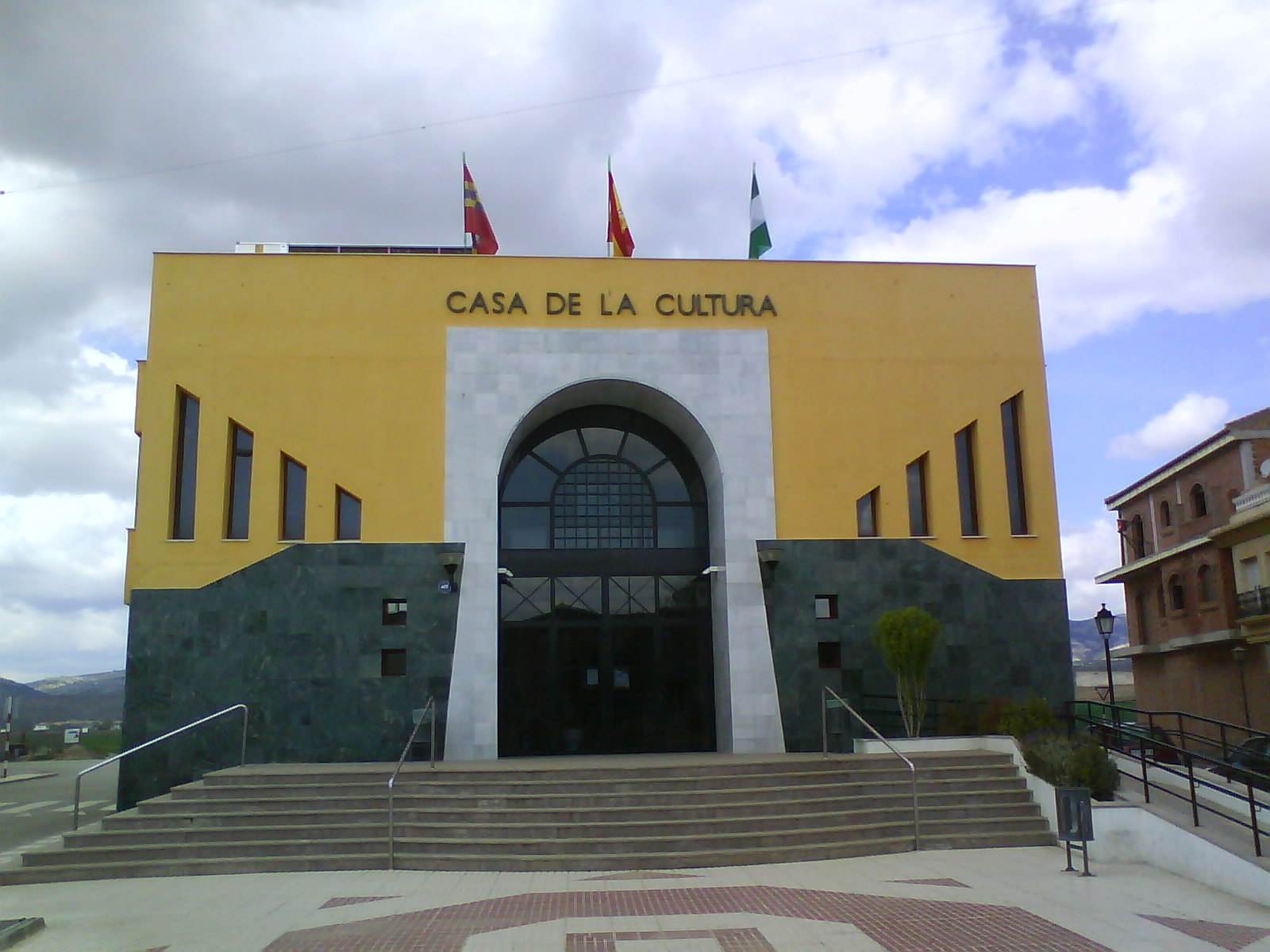
Casa de la Cultura en Huétor Tájar

El equipamiento cultural en Huétor Tájar gira en torno a la Casa de la Cultura, de reciente construcción y que aglutina en torno a ella un gran número de actividades culturales. En ella tiene su sede la biblioteca municipal, el centro Guadalinfo y además se organizan actividades de teatro, cine y otras actividades.

#### Equipamiento de servicios sociales
Huétor Tájar centraliza los servicios sociales comunitarios de Montefrío, el propio municipio y Alhama de Granada, debido a su situación intermedia entre ambas cabeceras comarcales. Entre los servicios que presta caven ser destacados los servicios a inmigrantes, muy abundantes en la localidad, la asistencia a personas mayores y la planificación familiar. El centro se sitúa en el edificio del antiguo pósito.

#### Equipamiento deportivo
Huétor Tájar dispone de un centro polideportivo anexo al CP San Isidro. Este centro polideportivo dispone de las siguientes instalaciones:
- Estadio de fútbol Miguel Moranto, donde disputa sus partidos el PD Huétor Tájar que milita en la tercera división grupo 9. Es de césped artificial y tiene una capacidad para 3000 espectadores.
- Pabellón cubierto municipal, en él disputan sus partidos los equipos de balonmano y baloncesto de Huétor Tájar, aunque la pista es pública y se puede alquilar los días que no hay partido.
- Piscina municipal, que tiene medidas olímpicas y es cubierta.
- Pista de tenis.

En el parque municipal existe también una cancha de fútbol sala al aire libre, además de varias canchas de baloncesto y fútbol sala en los distintos colegios.

### Actividades económicas
La economía está basada principalmente en la agricultura y la industria de transformación alimentaria, aunque cabría destacar en los últimos años la importancia del sector servicios y el de la construcción, como motores de una economía local en plana transformación y en fase de expansión.
La distribución de los empleados en los tres grandes sectores es bastante peculiar, ya que la agricultura tiene aún un enorme peso (29,41 %) sobre el total. Además aún no se ha producido la tercerización del sector secundario, que ocupa al 33,8 %, muy superior al de la economía granadina o autonómica. El sector terciario está en la actualidad en plana expansión absorbiendo en muchas ocasiones a mano de obra inmigrante.

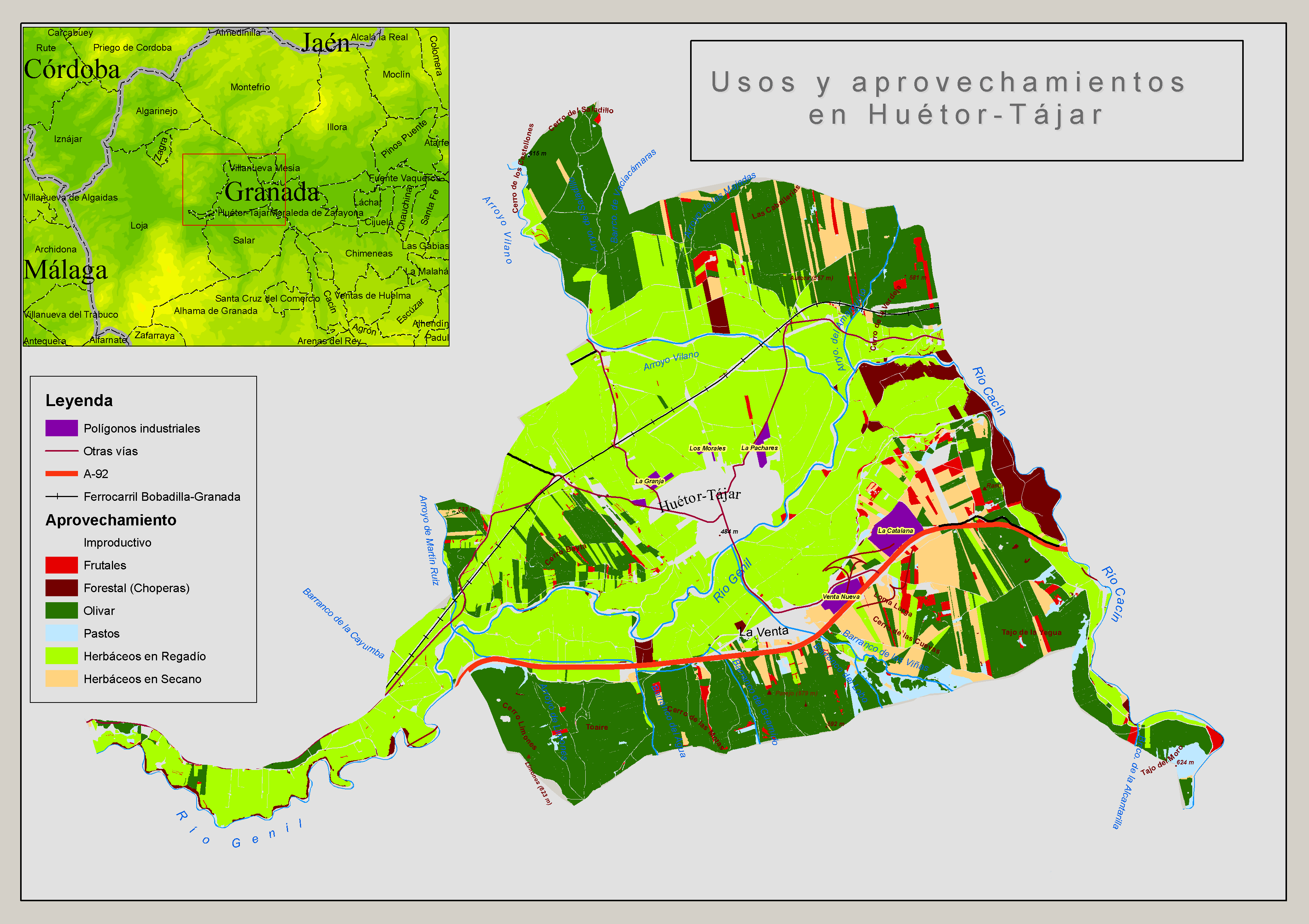
Usos y aprovechamientos del suelo en Huétor Tájar

| Sector | Empleados (2001) | % Total |
| Sector primario                                                                                                   | 718              | 29,41 % |
| --- | ---------------- | ------- |
| Agricultura, ganadería, caza y selvicultura                                                                       | 712              | 29,17 % |
| Pesca | 1                | 0,04 %  |
| Industrias extractivas                                                                                            | 5                | 0,2 %   |
| Sector secundario                                                                                                 | 825              | 33,8 %  |
| Industria manufacturera                                                                                           | 357              | 14,63 % |
| Producción y distribución de energía eléctrica, gas y agua                                                        | 11               | 0,45 %  |
| Construcción | 457              | 18,72 % |
| Sector terciario                                                                                                  | 898              | 36,79 % |
| Comercio, reparación de vehículos de motor, motocicletas y ciclomotores y artículos personales y de uso doméstico | 298              | 12,21 % |
| Hostelería | 110              | 4,51 %  |
| Transporte, almacenamiento y comunicaciones                                                                       | 61               | 2,5 %   |
| Intermediación financiera                                                                                         | 21               | 0,86 %  |
| Actividades inmobiliarias y de alquiler, servicios empresariales                                                  | 41               | 1,68 %  |
| Administración pública, defensa y seguridad social obligatoria                                                    | 128              | 5,24 %  |
| Educación | 104              | 4,26 %  |
| Actividades sanitarias y veterinarias, servicio social                                                            | 73               | 2,99 %  |
| Otras actividades sociales y de servicios prestados a la comunidad, servicios personales                          | 35               | 1,43 %  |
| Hogares que emplean personal doméstico                                                                            | 27               | 1,11 %  |
| Total | 2441             | 100 %   |

#### Sector primario: la agricultura
Como ya es sabido, la agricultura es la base de la economía de Huétor Tájar, ya que sobre este sector primario se sustenta su pujante industria agroalimentaria.
La mayor parte de su superficie es de regadío, siendo el cultivo principal el espárrago verde, que se comercializa principalmente en crudo, dedicándose una producción inferior a la conservación. En los últimos años están teniendo un gran desarrollo el cultivo de alcachofas y de habas variedad baby.
Otros cultivos de regadío que se dan son las hortalizas, tales como, patatas, sandías, melones, tomates, cebollas, ajos, etc. Por otra parte los cereales también tiene gran importancia, principalmente el maíz y el trigo (muy cultivado en la presente campaña debido al aumento de los precios de mercado). Por último, mencionar el cultivo de especies forrajeras como la alfalfa destinada a la fabricación de forrajes deshidratados en una planta instalada en la vecina Moraleda. En cuanto al secano, el principal cultivo es el olivar, dedicándose una escasa superficie a otros, como cereales.
|                      | menores 5 ha | entre 5 y 10 ha | entre 10 y 20 ha | entre 20 y 50 ha | mayores de 50 ha |
| -------------------- | ------------ | --------------- | ---------------- | ---------------- | ---------------- |
| Huétor Tájar         | 74,84 %      | 15,99 %         | 7,45 %           | 1,24 %           | 0,47 %           |
| Provincia de Granada | 69,28 %      | 13,10 %         | 8,31 %           | 5,25 %           | 4,07 %           |

La tabla anterior refleja la existencia de una estructura parcelaria de tipo minifundista, característica en toda la Vega de Granada. El caso del minifundio en Huétor Tájar es aún más aguda si cabe; así por ejemplo, tan sólo el 25 % de las parcelas supera las 5 ha de superficie. Este factor, sin duda, es decisivo en la importancia que el cooperativismo y el asociacionismo agrario tienen en el municipio para la comercialización y la conservación de los productos.
Otro mecanismo fundamental para el mercado es la Organización de Productores de Frutas y Hortalizas (OPFH), gracias al que es posible regular el mercado del espárrago y garantizar unos precios y producciones adecuadas.
|                      | Propiedad | Arrendamiento | Aparcería | Otros   |
| -------------------- | --------- | ------------- | --------- | ------- |
| Huétor Tájar         | 77,27 %   | 14,74 %       | 1,06 %    | 6,93 %  |
| Provincia de Granada | 72,92 %   | 12,24 %       | 2,03 %    | 12,81 % |

Como se desprende de la anterior tabla, gran parte de los trabajadores son propietarios de las explotaciones. En general los trabajos del campo son realizados por el núcleo familiar. Si bien, existe una gran cantidad de jornales en las grandes explotaciones. La implicación de los propietarios en el acondicionamiento de sus parcelas es muy importante, claramente visible en el paisaje rural de características únicas.
|                      | menores de 35 años | entre 35 y 55 años | entre 55 y 64 años | mayores de 64 años |
| -------------------- | ------------------ | ------------------ | ------------------ | ------------------ |
| Huétor Tájar         | 12,89 %            | 41,46 %            | 22,36 %            | 22,36 %            |
| Provincia de Granada | 11,97 %            | 38,62 %            | 26,16 %            | 26,16 %            |

Por último, hay que señalar que el envejecimiento de los agricultores no es tan acuciante como en otros espacios agrarios como el granadino, favorecido por la tradición agrícola y la apreciable rentabilidad de los cultivos hortícolas desarrollados en la rica vega panciverde. Entre estos cultivos sin duda el emblema de Huétor Tájar es el espárrago verde, con denominación específica para su variedad verde-morada, y bien se merece un tratamiento específico.

##### El espárrago en Huétor Tájar

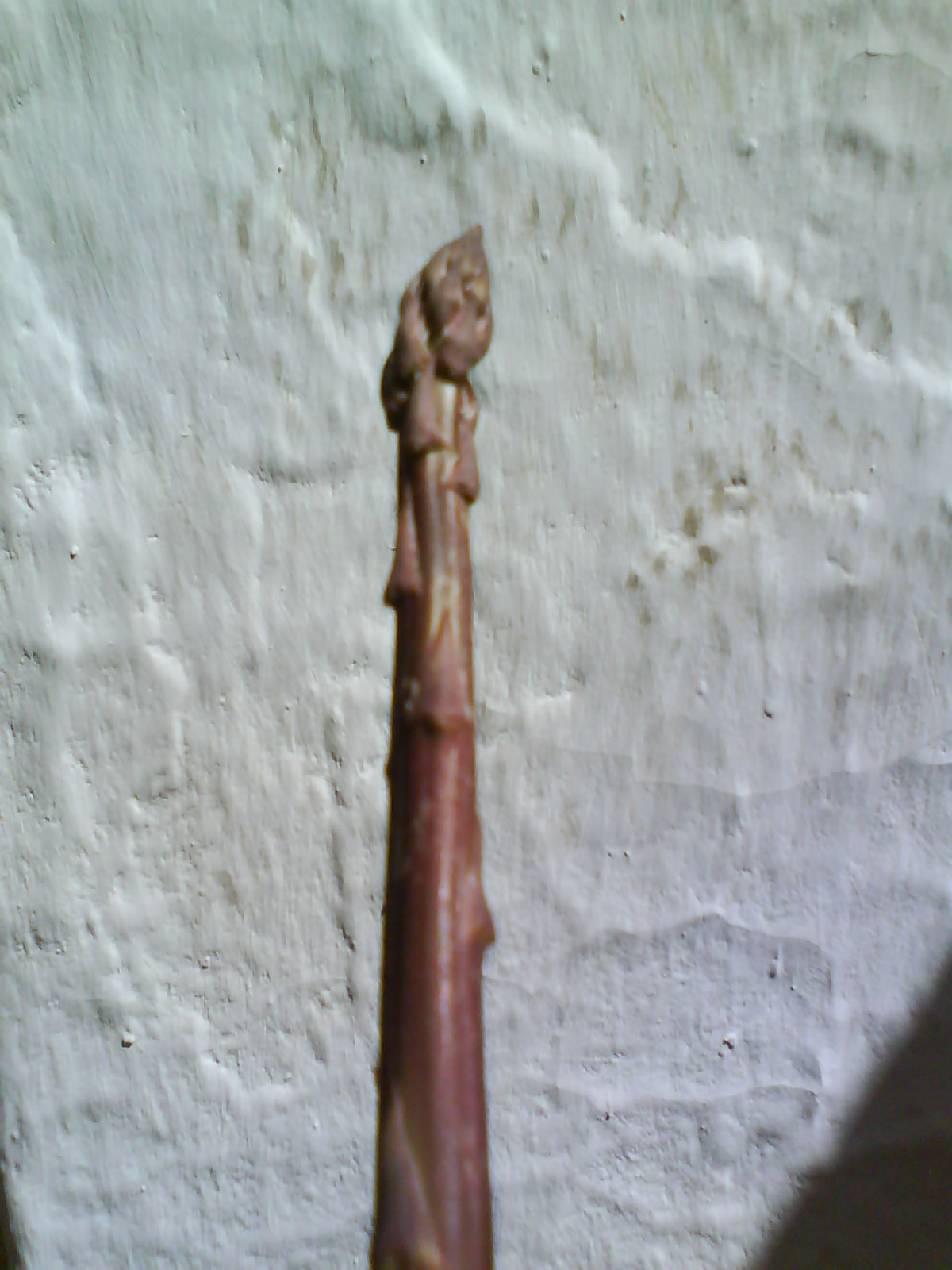
Espárrago de variedad verde-morada con Denominación de Origen de Huétor Tájar

Sin duda el motor y corazón de la economía hueteña es la producción, conservación y comercialización del espárrago verde y verde-morado, este último de Denominación Específica.
El consumo del espárrago verde esta ya tipificado en las fuentes desde época romana. En la península esta costumbre fue introducida por la invasión musulmana, y es por esto por lo que la producción de este producto puede tener una mayor tradición en tierras granadinas, ya que fue aquí donde el reino musulmán nazarita tuvo una mayor prolongación en el tiempo.
El inicio del cultivo del espárrago en Huétor Tájar tuvo lugar hacia los años treinta, siempre para el autoconsumo. Ya hacia los cuarenta y cincuenta se tienen algunos testimonios de los lugareños, de una incipiente comercialización dirigida a la capital provincial.
En los años sesenta, hubo un atisbo de asociacionismo en la comercialización del espárrago llegando a mercados más lejanos como Madrid o Barcelona.
Tras estos duros inicios, se constituyeron hacia mediados de los setenta las primeras sociedades cooperativas, mejorándose la producción y comercialización del espárrago. El éxito del cooperativismo propulsó este fenómeno y se llegaron a fundar otras 4 cooperativas en los años ochenta. La producción de la zona que en 1977 era de 50 t, ha pasado a producir hacia principios del siglo XXI unas 10 000 t.
El espárrago de Huétor Tájar se encuentra protegido por una Denominación Específica de calidad desde el 22 de octubre de 1996. El 15 de marzo del 2000, la Comisión Europea, registró el Espárrago de Huétor Tájar como Indicación Geográfica Protegida en el ámbito de toda la Unión Europea, suponiendo un impulso definitivo para el espárrago en la comarca, extendiéndose su cultivo por toda la Vega de Granada.

#### Sector secundario: industria y construcción
En cuanto a la industria, Huétor Tájar es la locomotora del sector empresarial y comercial en la Mancomunidad de la Ribera Baja del Genil, la cual está en un buen estado y en constante crecimiento. Huétor Tájar se ha convertido en uno de los principales exponentes del desarrollo del Poniente Granadino. Al abrigo de su pujante horticultura, se han generado algunas industrias de transformación agroalimentarias y maquinaria agrícola. Huétor Tájar cuenta con varios Polígonos Industriales (La Granja, La Pachares, La Catalana), siendo el más importante por extensión el polígono industrial de La Catalana, en donde se está produciendo el traslado de muchas empresas ubicadas en el casco urbano, a suelo industrial.
Las actividades industriales que más riqueza generan en la zona, tanto en Huétor Tájar, como en el resto de pueblos de la Mancomunidad es la fabricación de maquinarias para patios de almazaras, talleres de carpintería metálica, de madera, de prefabricados de hormigón y en general materiales de construcción, subsector de gran importancia en la economía local que aglutina a más de un 18 % de la población.
También es importante destacar el importante número de empresas constructoras-promotoras y textiles que son motor de la economía local y comarcal.

#### Sector terciario: servicios

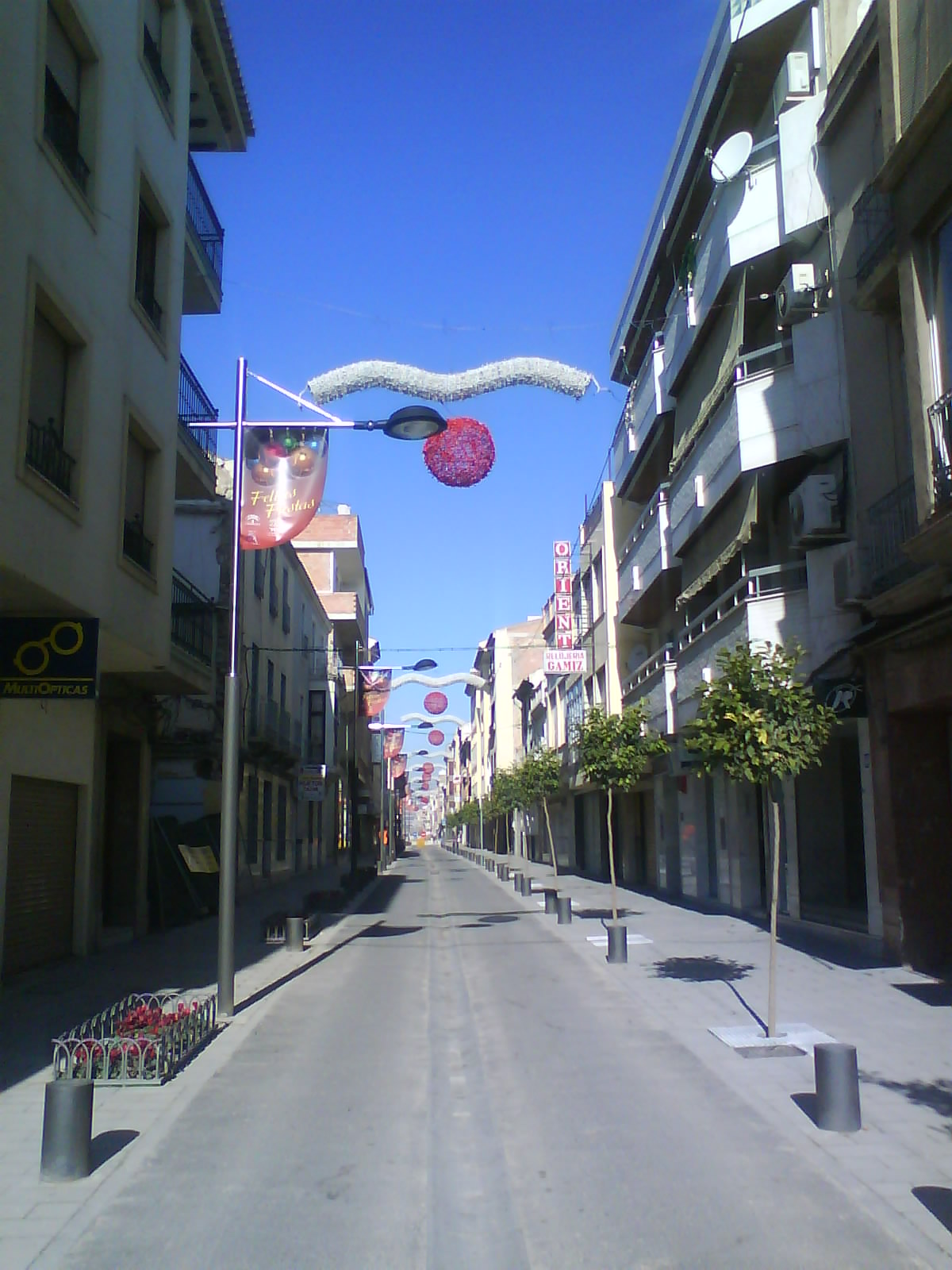
Centro Comercial Abierto de Huétor Tájar

Como ya ha quedado claro, el sector servicios es un sector en franco crecimiento en Huétor Tájar, aunque aún necesitan un desarrollo cualitativo, sobre todo los servicios prestados a la industria, aún bastante escasos y con poco valor añadido.
Los servicios que tienen un mayor desarrollo son aquellos que dependen de la Administración Pública: el IES del municipio y su centro de salud prestan servicios a municipios de su área de influencia (Villanueva, Salar y Moraleda). Por otra parte el sector ocio está teniendo un gran desarrollo, aunque el turismo aún es muy incipiente. Además el municipio presta servicios semi-especializados en subsectores como: sanidad (ópticas) y comercio (electrónica, grandes superficies y otros artículos semi-especializados).
Cabe destacar la apuesta decida por el sector comercial con la serie de remodelaciones afrontadas en la calle Ancha, con la finalidad de crear un espacio por y para el comercio. El Centro Comercial Abierto, promovido por la Asociación de Comerciantes de la Ribera Baja del Genil, es un espacio localizado en el centro del municipio con amplias zonas para el esparcimiento y que concentra a un alto porcentaje de las zonas comerciales y de ocio del municipio, que prestan servicios a la comarca.
Este centro comercial abierto es complementado con el establecimiento de una gran superficie comercial en las afueras del municipio.

### Evolución de la deuda viva municipal
El concepto de deuda viva contempla solo las deudas con cajas y bancos relativas a créditos financieros, valores de renta fija y préstamos o créditos transferidos a terceros, excluyéndose, por tanto, la deuda comercial. La deuda viva municipal por habitante en 2014 ascendía a 104,71 €.
| Gráfica de evolución de la deuda viva del Ayuntamiento entre 2008 y 2023                               |
| |
| Deuda viva del Ayuntamiento de Huétor Tájar, en miles de euros, según datos del Ministerio de Hacienda |

## Cultura

### Fiestas
- Día de la Candelaria (2 de febrero): fiesta de gran arraigo en la comarca,[47]

consistente hacer grandes hogueras en las calles del pueblo y reunirse en torno a ellas. Durante estos festejos son típicas las rosquillas de pan con chocolate.
- Fiesta de la Recogida del Espárrago (normalmente en marzo): el espárrago verde es el producto más característico y del que se enorgullecen los vecinos de esta población.[48] Por este motivo se celebra esta fiesta, en la que se conjugan actividades gastronómicas (concursos y degustaciones), junto a un amplio cartel de conciertos con prestigiosas bandas de música que llega a aglutinar a unas 5000 personas anualmente. Esta fiesta era el antiguo "Espárrago Rock" que debido a la dimensión que tomó hubo que ser llevado primero a Granada y luego a Jerez de la Frontera. A partir del año 2005 (coincidiendo con los primeros 15 años del nacimiento del Espárrago Rock) se volvió a organizar en la localidad, de una forma más modesta, con el nombre de Fiesta de la Recogida del Esparrago.

- San Marcos (25 de abril): es una de las festividades que reciben más atención popular. Se celebra con una tradicional merienda en el campo y se realizan variadas actividades al aire libre, como bailes. En esta fecha es típico el hornazo, que es fundamentalmente un bollo de aceite con un huevo duro en el centro. Es típico romper el huevo en la cabeza de los acompañantes en el día de campo.[49]

- Día de la Cruz (3 de mayo): día muy típico en toda la provincia de Granada. Es una fiesta primaveral en la que los asistentes comen y beben alrededor de las cruces de flores que se instalan en las principales plazas del pueblo.[50]

También existe la tradición de pedir "una limosnica para la Cruz de Mayo que no ha comido en todo el año" entre los niños, que recorren las casas del pueblo pidiendo. Esta larga tradición está en declive.
- San Isidro Labrador (fin de semana más próximo al 15 de mayo):[51] fiesta en honor de San Isidro donde se conjugan las actividades religiosas como la procesión en honor del santo patrón, con la celebración de una feria con el tradicional castillo como comienzo, siempre en jueves.

- Las fiestas patronales en honor de Nuestro Padre Jesús Nazareno (15 de septiembre): consta de varios actos litúrgicos como misas solemnes y una procesión. La celebración sigue por la noche el castillo de fuegos artificiales, que marca el comienzo de la feria, y la típica feria, que desde el año 2006 se ha trasladado al nuevo recinto ferial.[52]

### Lugares de interés

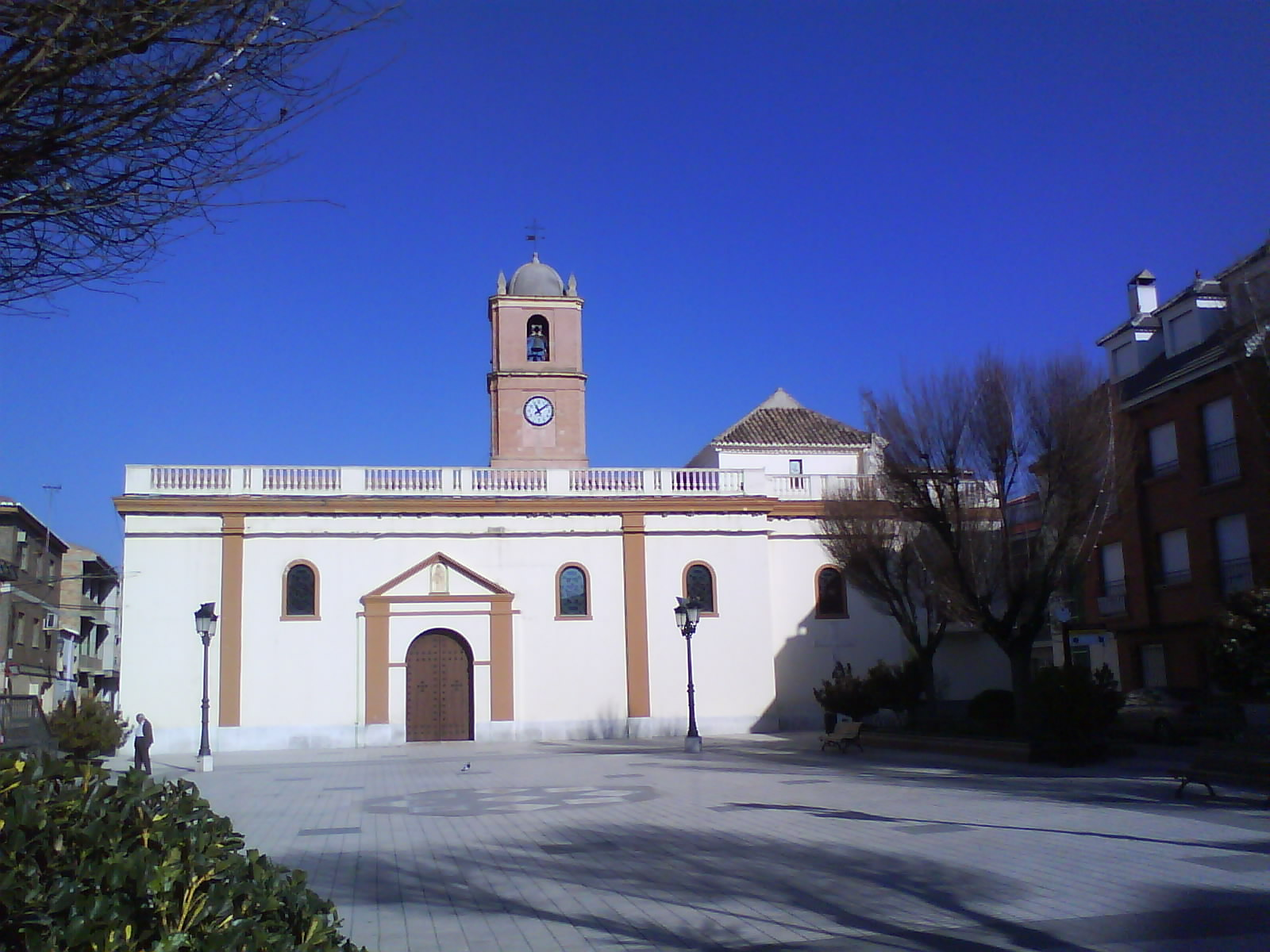
Iglesia de Santa Isabel

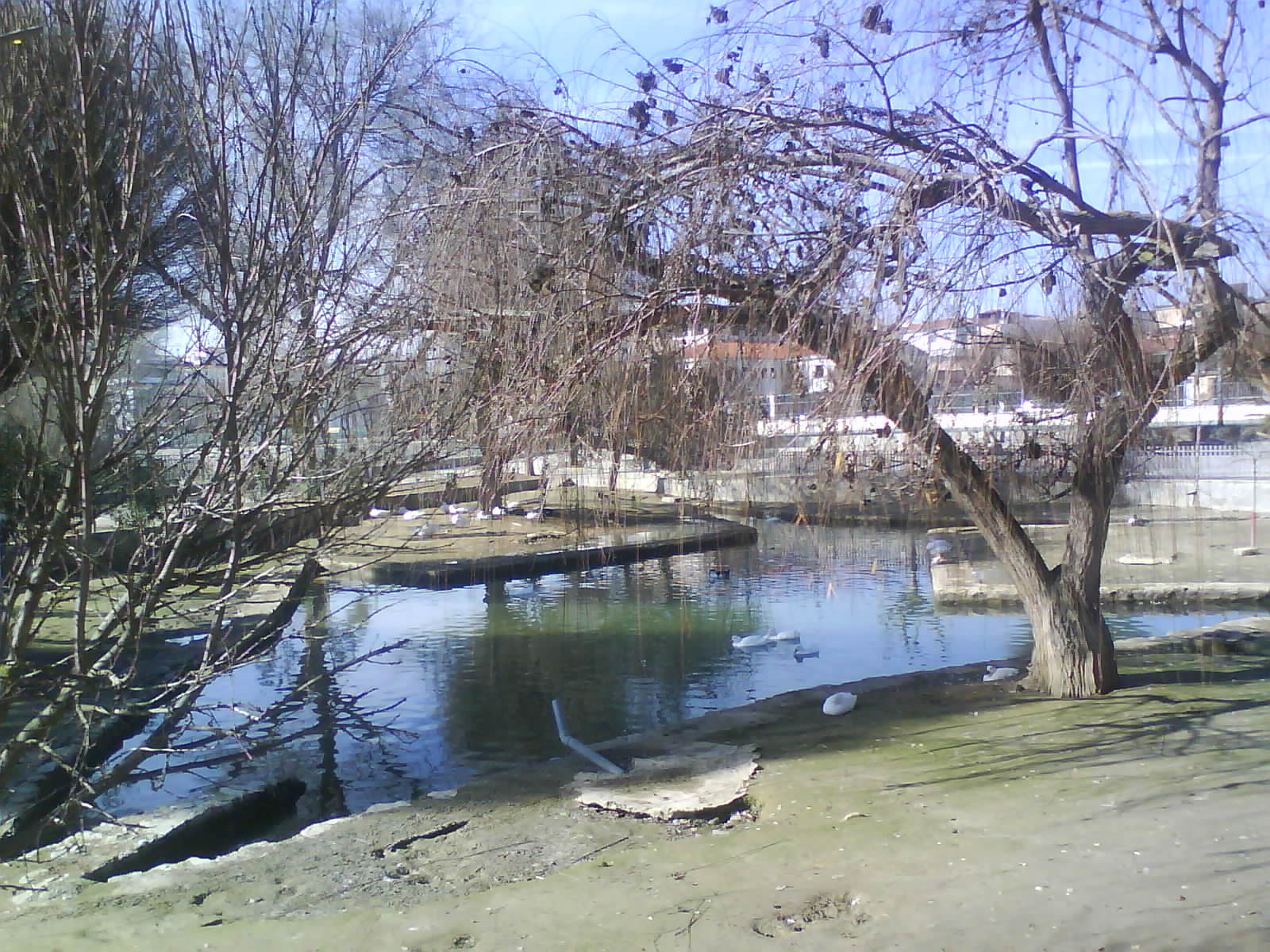
Parque de los Patos

Huétor Tájar es uno de los puntos de interés dentro de la ruta de Washington Irving, ofreciendo una serie de lugares de interés, entre los que podemos destacar los siguientes.

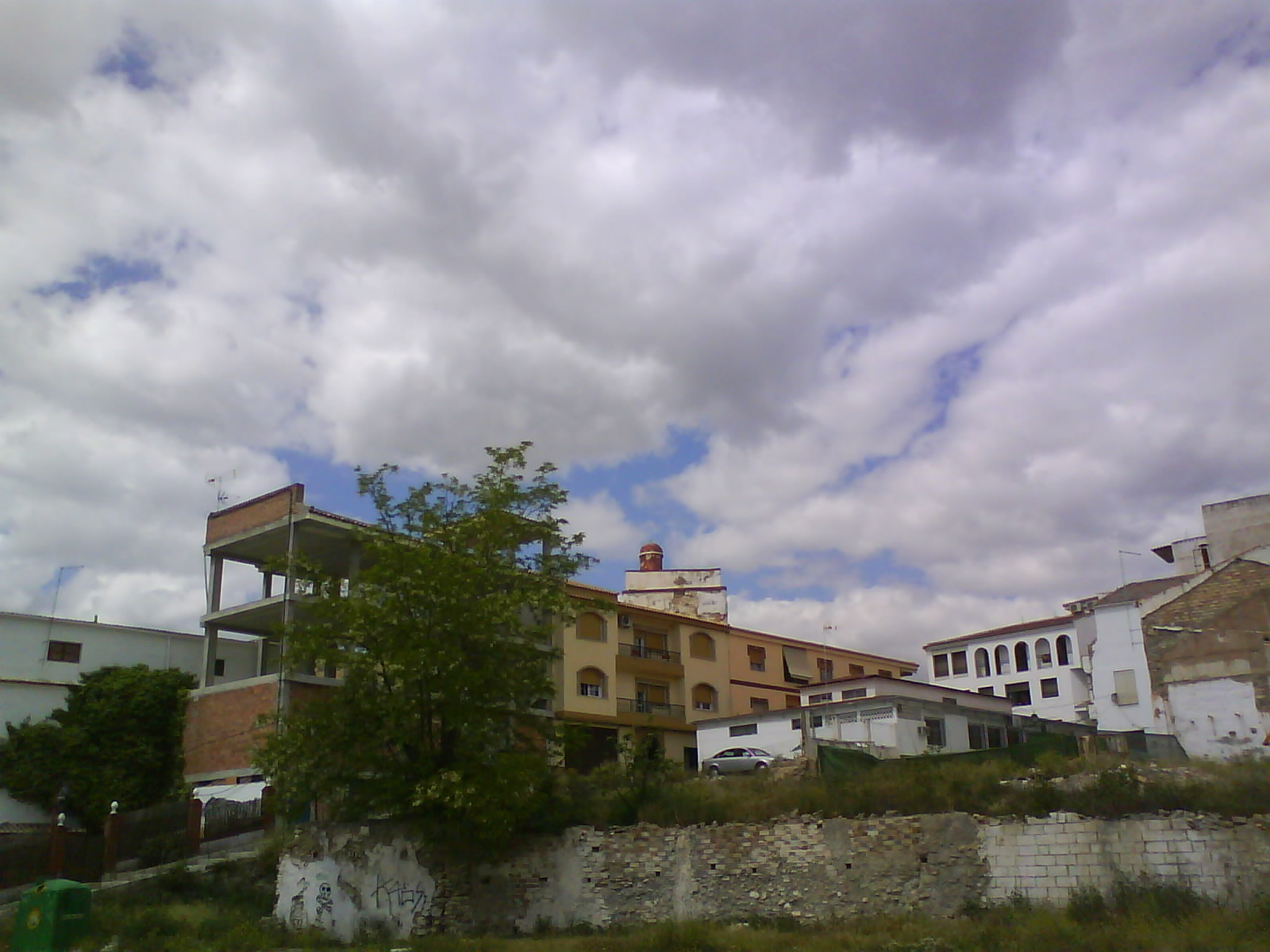
Vista del Torreón de Huétor

Torreón de Huétor
El Torreón de Huétor es una torre vigía de época nazarí de mampostería embebida por un caserío en las proximidades del Ayuntamiento. Actualmente los restos se encuentran completamente rodeados de casas, en el centro de la población, siendo visible su parte alta desde la plaza del Ayuntamiento. Fue utilizada como almacén e incluso como discoteca. Actualmente está declarada como Bien de Interés Cultural.
Fortaleza de Tájara
Otros restos importantes, son los de la Fortaleza de Tájara, ubicados en el caserío de las Torres. Ambos se encuentran en la base de datos del Patrimonio Histórico de Andalucía clasificados como Bienes de Interés Cultural al amparo del Decreto de 22 de abril de 1949, expedido por el Ministerio de Educación Nacional (BOE 5-5-1949) sobre protección de los castillos españoles.
Iglesia parroquial Santa Isabel
En la plaza de Andalucía, en las inmediaciones del Torreón de Huétor, se sitúa la iglesia parroquial de Santa Isabel con un hermoso campanario de ladrillo que se conserva de su época mudéjar. Fue construida entre finales del siglo XV y comienzos del siglo XVI y originariamente estuvo consagrada a la advocación de la Virgen de la Concepción. El templo conserva su primitiva torre mudéjar y la antigua imagen de Nuestro Padre Jesús Nazareno, el primer patrón del pueblo, y de la Virgen de los Dolores.
En el templo, de gran sobriedad, destacan dos pilastras y la balaustrada de la fachada. Para su iluminación posee cuatro vanos mediante ventanas con arcos. Su campanario está rematado por un cupulín y cuatro pináculos de influencia escurialense. Interiormente está dividida en tres naves de las cuales la central está provista de cubierta en tanto que las laterales son dinteladas. En el techo de su altar mayor se conserva aún el artesonado de la primitiva ermita erigida por los Reyes Católicos en el siglo XV, el altar donde se encuentra la imagen de Nuestro Padre Jesús Nazareno es el mismo existente en la primitiva ermita, siendo esta capilla el emplazamiento original de dicha ermita.

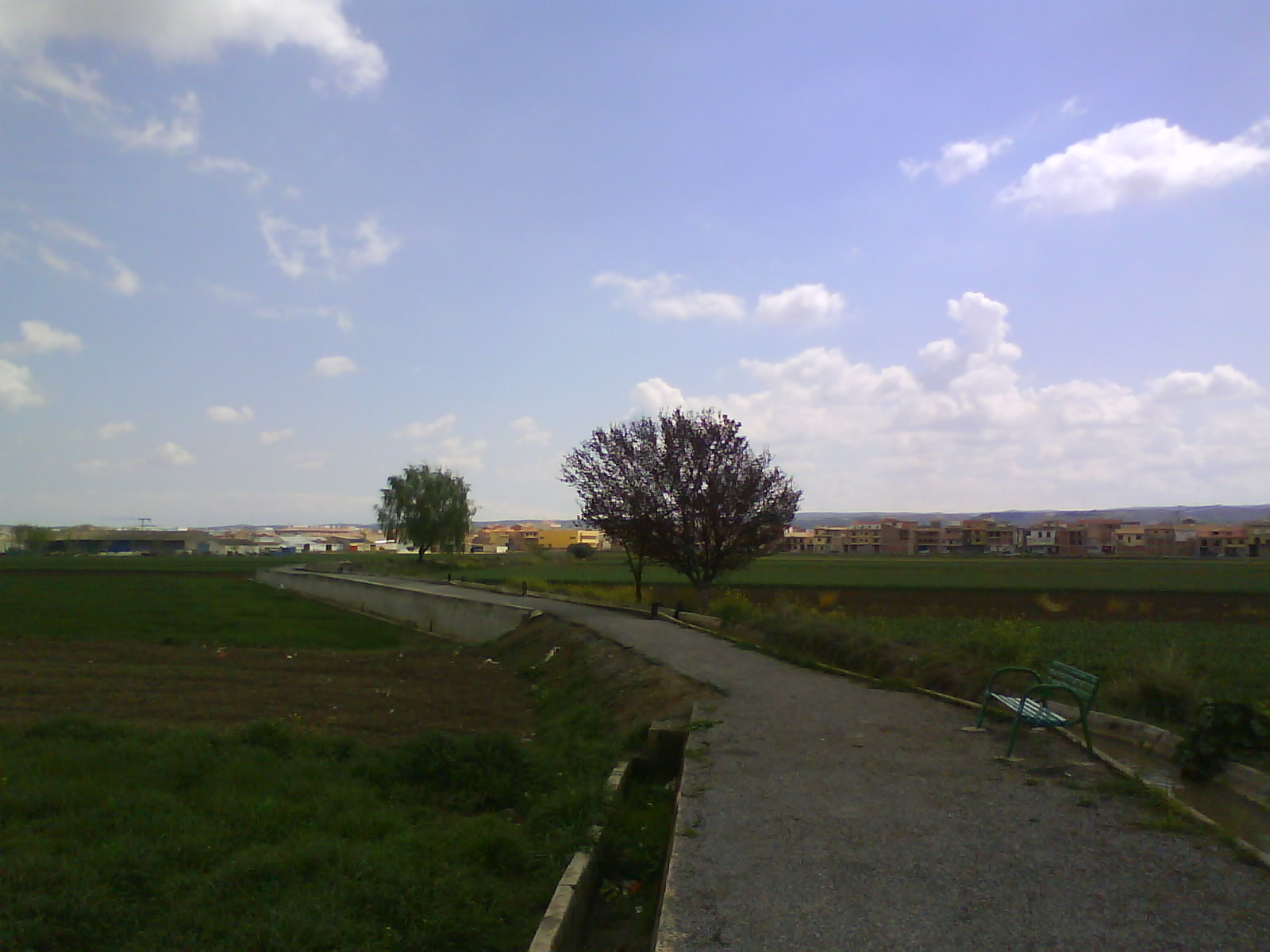
Paseo de la Acequia Gorda con vistas a la vega

Mirador de la Vega
Huétor Tájar se ha hecho famoso por el cultivo del espárrago verde para el que ha obtenido marca de calidad y Consejo Regulador de la Denominación Específica. Se cultiva en bien cuidadas huertas regadas por el Genil y a partir de este producto se ha desarrollado una magnífica cocina propia. El visitante se puede adentrar en cualquiera de los numerosos caminos rurales que dispone el pueblo y disfrutar de un agradable y saludable paseo por las variadas huertas de espárragos y hortalizas. Es interesante visitar la zona del río Genil y las cooperativas de espárragos de la zona. Existen paseos acondicionados entre el pueblo y Venta Nueva, y entre el pueblo y la estación a través de un cambio adyacente a la acequia Gorda.
Parque de los Patos
Otro lugar de obligada visita es el estanque de patos en el parque municipal. El parque de los Patos se localiza en el sur del Huétor Tájar, entre la Ronda Sur y el río Genil. Su principal característica es el estanque en forma de pez con gran número de patos, que dan nombre al parque. En la zona más cercana al río se ha ampliado recientemente el parque con una zona arbolada con zonas de merenderos y zonas habilitadas para hacer barbacoas. Por último el parque también cuenta con una pista de fútbol sala para practicar el deporte. El parque fue inaugurado y creado por el exalcalde D. José Ayllón.
Otros lugares de interés
Otras construcciones más modernas pertenecientes a su patrimonio industrial y que merece la pena conservar es la estación de ferrocarril, de principios del XX; el Cortijo de Cárcamo Bajo, en cuyo patio se conserva la máquina para prensar el tabaco; la fábrica de aceite de San Rafael, construida en 1933; el molino de la Tajarilla donde todavía es posible observar la antigua maquinaria de molienda movida por el agua que era conducida por el canal hasta los cubos y cuya fuerza motriz hacía girar los rodeznos o el antiguo silo, edificio de finales del XIX que en ocasiones ha sido utilizado como almacén y por la escuela taller.

### Gastronomía
Los espárragos además de ser el motor de la economía local, han conseguido gran popularidad culinaria. En Huétor Tájar hay buena cocina, pero sin duda el espárrago, que ha pasado de mero complemento al ser todo el leitmotiv coquinario, es su aspecto más importante.
Se pueden disfrutar desde los aperitivos hasta el postre, fritos o a la plancha, con sal gruesa, en pudin, en pasteles, en guisos, en ensaladas, como guarnición, como mermelada o incluso licor.

### Deporte
La práctica del deporte en el municipio está muy generalizada gracias a la existencia de instalaciones polideportivas que la facilitan. Este deporte de base ha hecho que se consigan grandes logros en distintos deportes colectivos:
- Fútbol: El CD Huétor Tájar, en la campaña 2009/2010 consiguió por fin el ascenso de categoría juega en tercera división,[55] frente a equipos, en muchos de los casos, con mayor potencial poblacional.
- Balonmano: La afición al balonmano en Huétor Tájar se remonta a los años 80, durante los cuales con instalaciones totalmente precarias se empezó en una andadura, que con el apoyo del ayuntamiento y el desarrollo de una importante cantera, llevó a que en la temporada 1993/1994 el EB Huétor Granada militara en la Liga ASOBAL, máxima categoría del balonmano nacional. Problemas de gestión y económicos hicieron que el club desapareciera. En la actualidad existe una escuela de balonmano, aunque no se ha llegado a alcanzar las metas pasadas.

En cuanto al deporte individual, en el municipio se organizan diversas competiciones:
- El clásico descenso en piragua del río Genil, entre Villanueva y Huétor Tájar.
- Las 24 horas de fútbol sala, que agrupa a equipos totalmente amateur de la comarca.
- Trofeo de fútbol cadete de Huétor Tájar "Miguel Moranto", que tuvo su origen en el año 2005.
- Marcha cicloturista de Huétor Tájar, organizada por la Peña Ciclista.
- El Gran Premio de Fondo: Espárrago de Huétor Tájar.
- Encuentro local de gimnasia rítmica villa de Huétor Tájar.

## Hermanamiento
- Kočevje, Eslovenia